# Stabkirche Wang

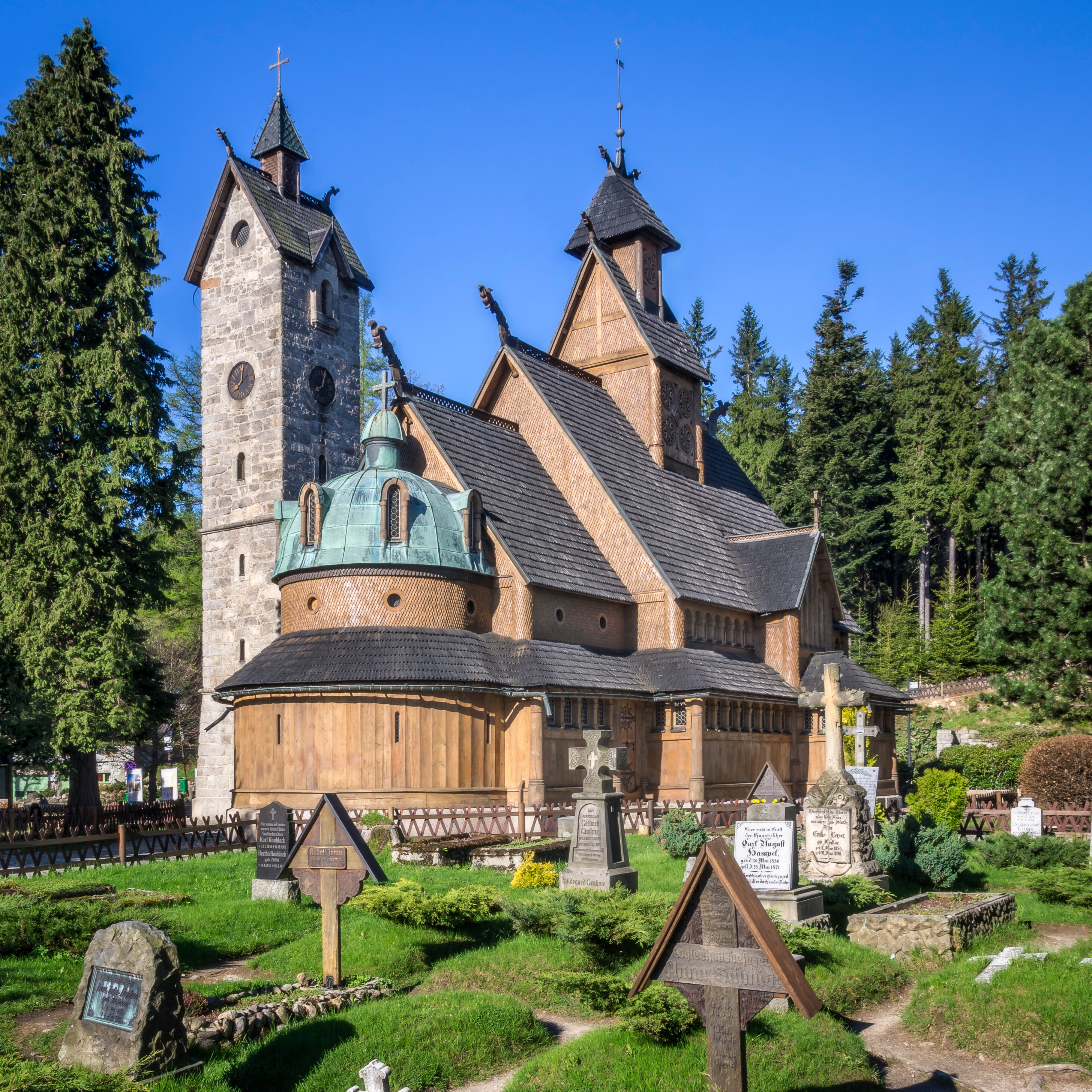
Stabkirche Wang

Die Stabkirche Wang ist eine mittelalterliche norwegische Stabholzkirche aus Vang, die 1841 vom preußischen König Friedrich Wilhelm IV. erworben und in Brückenberg (heute polnisch Karpacz Górny), mittlerweile Ortsteil von Krummhübel (heute Karpacz) im Riesengebirge in der damaligen preußischen Provinz Schlesien wieder aufgebaut wurde. Die Kirche besteht aus norwegischem Kiefernholz und ist reich mit Schnitzereien versehen, zum Beispiel mit Tierdarstellungen und Ornamenten. Ein separater Laufgang um das Kirchenschiff dient zu Meditationszwecken und schützt das Kircheninnere vor Kälte. Die tragende Konstruktion des Gebäudes besteht ausschließlich aus hölzernen Teilen und verwendet keine eisernen Nägel.

## Geschichte

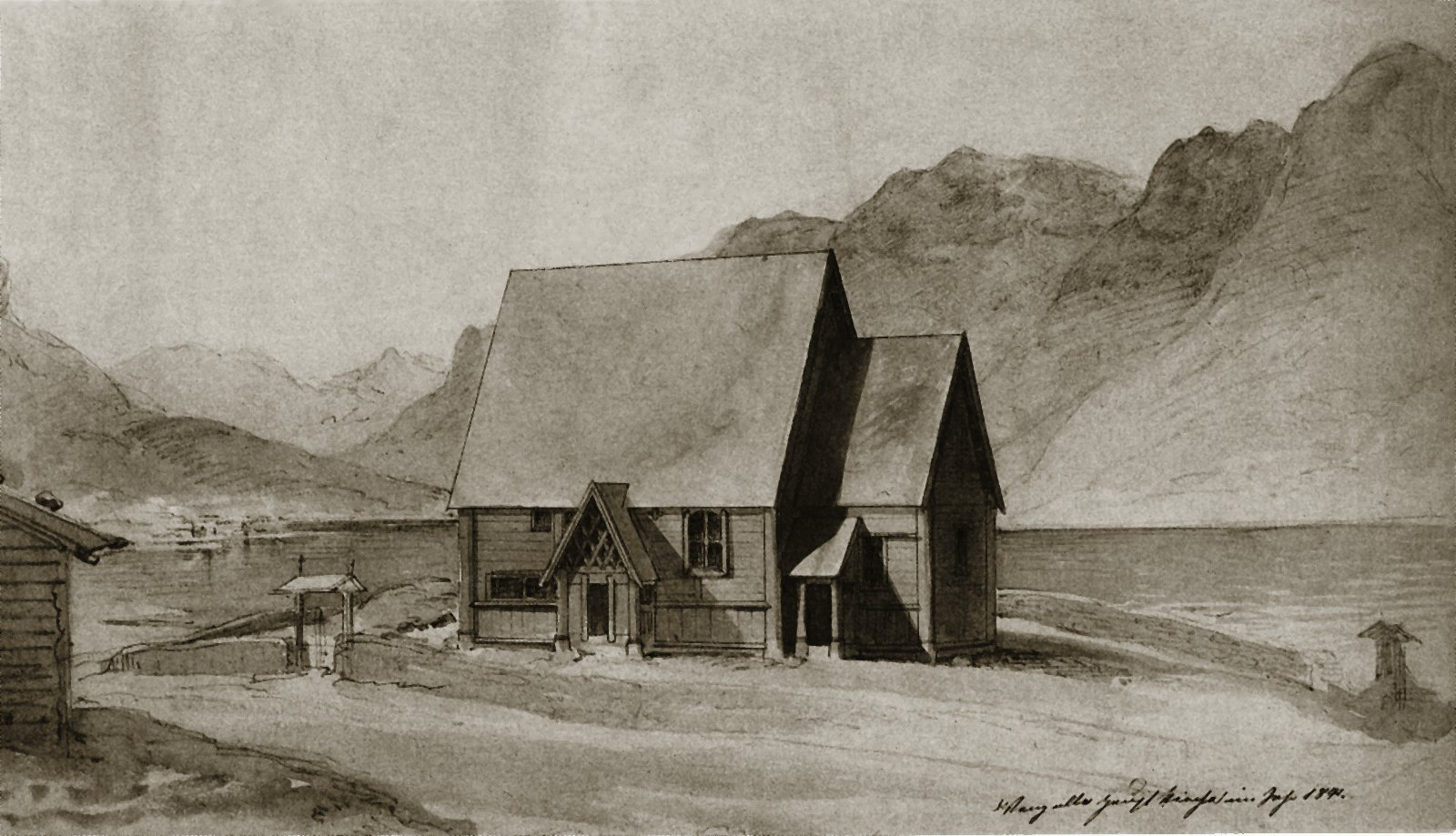
Kirche in Vang von Süden: Südportal und Chorportal (Zeichnung 1841 von F. W. Schiertz)

### Lage vor der ersten Versetzung

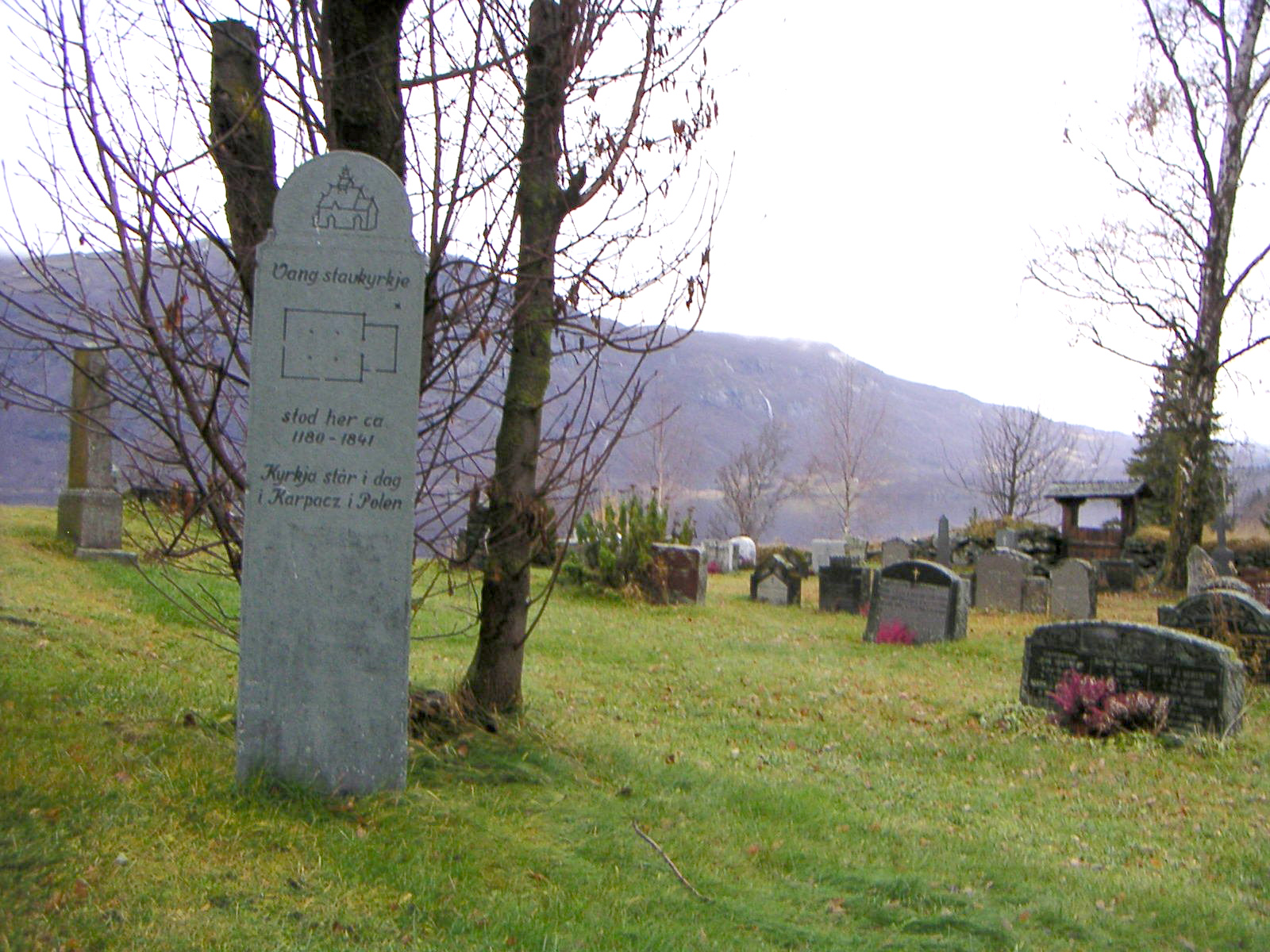
Der Kirchenhof in Vang mit Gedenktafel

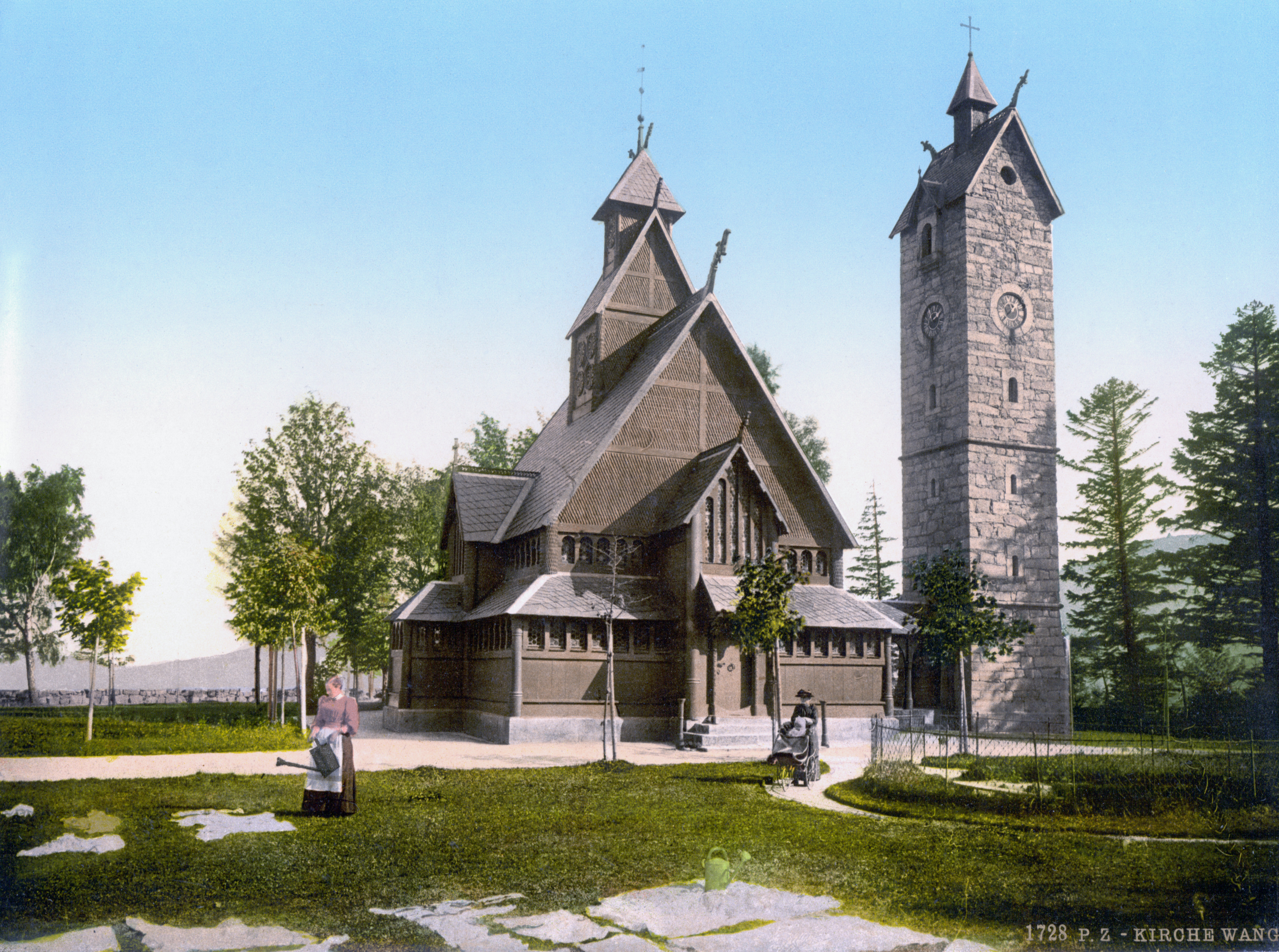
Kirche Wang um 1900

Die Kirche soll nach mündlicher Überlieferung ursprünglich an einem anderen Ort in der Nähe von Vang gestanden haben. Sie sei dann nach Vang versetzt und umgebaut worden. Dass eine solche Versetzung und ein Umbau stattgefunden haben, lassen die wahrscheinlich gekürzten Säulen vermuten. Sie haben in den 1841 angefertigten Zeichnungen von F. W. Schiertz keine Verbindung zum Dach, das direkt auf den Außenwänden ruht. Eine solche Konstruktion ist sehr ungewöhnlich und wahrscheinlich nicht primär.

### Standort bis 1841
Die Kirche stand etwa vom dritten Viertel des 12. Jahrhunderts bis 1841 in der südnorwegischen Ortschaft Vang in der Region Valdres auf einem Kirchhof im Herzen der Ortschaft unmittelbar neben dem Vangsee. Auf diesem Platz ist eine Gedenktafel angebracht. Die neue Kirche von Vang wurde neben der Stabkirche gebaut. Um Platz für die neue Kirche zu schaffen, wurde der Laubengang bereits 1839 abgerissen. Die Stabkirche und die neue Kirche standen einige Jahre nebeneinander; die Stabkirche wurde bis zur Einweihung der neuen Kirche am 9. April 1840 für Gottesdienste benutzt.

### Versetzung ins Riesengebirge
Als die Stabkirche zum Abriss freigegeben wurde, kaufte sie der norwegische Maler Johan Christian Clausen Dahl. Sein Plan, sie im Osloer Stadtpark aufzustellen, scheiterte. Da er zu jener Zeit in Dresden lebte, erreichte er, dass sie der preußische König Friedrich Wilhelm IV. für 427 Mark kaufte. Dahls Schüler, der Maler und Architekt Franz Wilhelm Schiertz, baute die Kirche 1841 in Vang ab, zerlegte sie in ihre Einzelteile und überführte sie nach Berlin. Dort sollte das Bauwerk auf der Pfaueninsel etwas verändert wieder aufgebaut werden. Dieses Vorhaben wurde allerdings nicht verwirklicht.
Nach dem Transport nach Stettin und weiter zum königlichen Museum in Berlin wurde sie im Frühjahr 1842 auf Initiative der Gräfin Friederike von Reden nach Krummhübel (heute Karpacz) im Riesengebirge gebracht. Das Grundstück am Schwarzen Berg in Brückenberg schenkte Graf Christian Leopold von Schaffgotsch. Der Platz liegt unterhalb der Schneekoppe. Am 2. August 1842 legte Friedrich Wilhelm IV. den Grundstein und am 28. Juli 1844 fand die feierliche Eröffnung und Weihe in Anwesenheit des Königs statt. Nach dem Tod der Gräfin im Jahr 1856 wurde zu ihren Ehren eine Gedenktafel von dem Architekten Friedrich August Stüler mit Bildnisrelief aus Alabaster am Berghang bei der Kirche aufgestellt. Der neue frei stehende Glockenturm aus Granit mit zwei Glocken stammt ebenfalls von dem Architekten.
Neben der Kirche befinden sich ein Pfarrhaus mit Gemeinderaum und eine moderne Holzschnittskulptur des auferweckten Lazarus. Die Skulptur stifteten am 28. Juli 1994 der Schlesische Johanniterorden, die Gemeinschaft evangelischer Schlesier und die Familie von Kassel. Es gibt auch einen kleinen Souvenirladen.

### Partnerkirche
Partnerkirche der Stabkirche Wang ist die am 28. Juni 1908 geweihte Gustav-Adolf-Stabkirche im Goslarer Stadtteil Hahnenklee-Bockswiese im Harz, die als freie Nachbildung der etwa aus dem Jahr 1000 stammende Stabkirche von Borgund errichtet wurde.

## Architektur und Einrichtung

### Grundbau

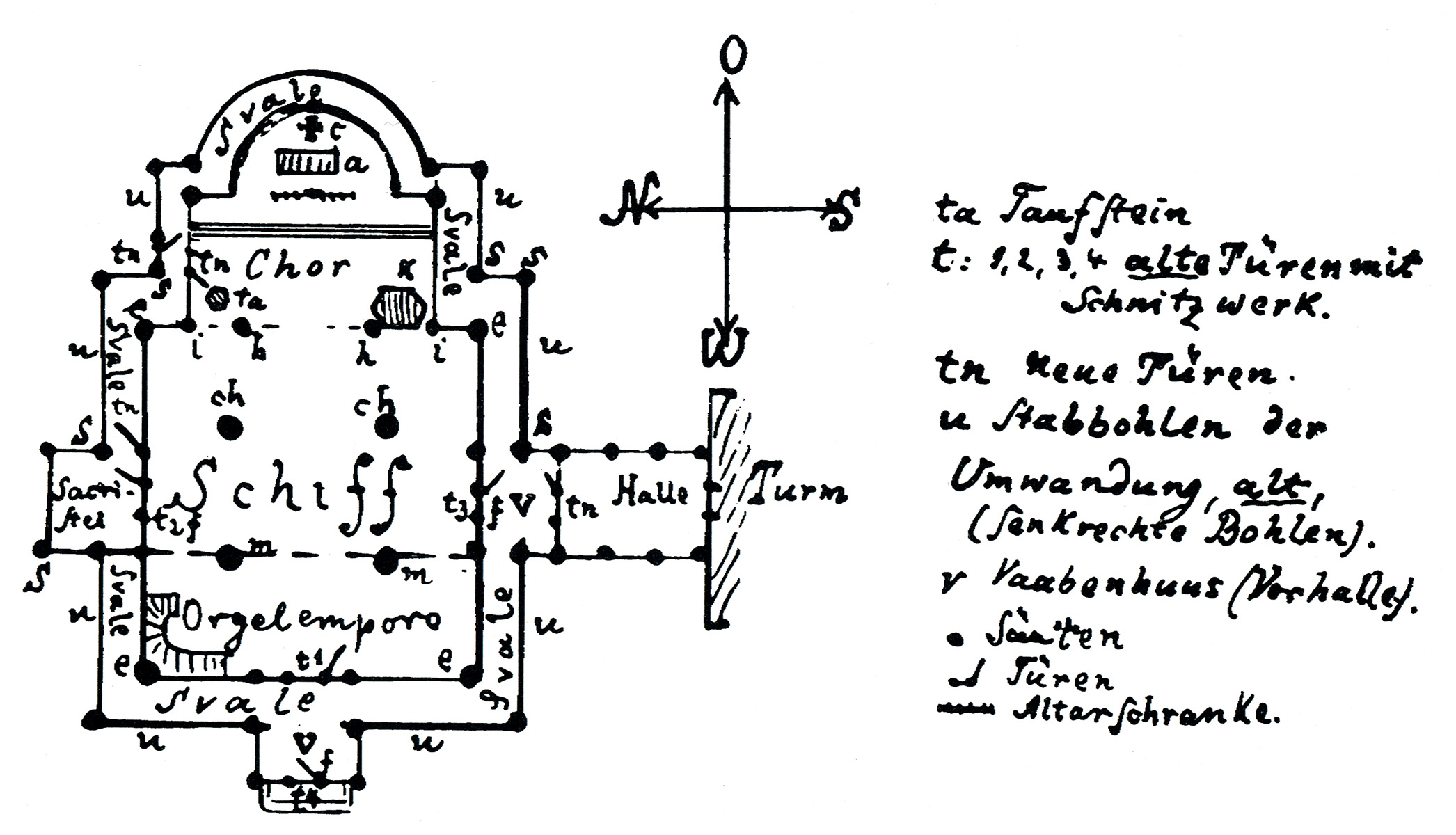
Grundriss von 1844

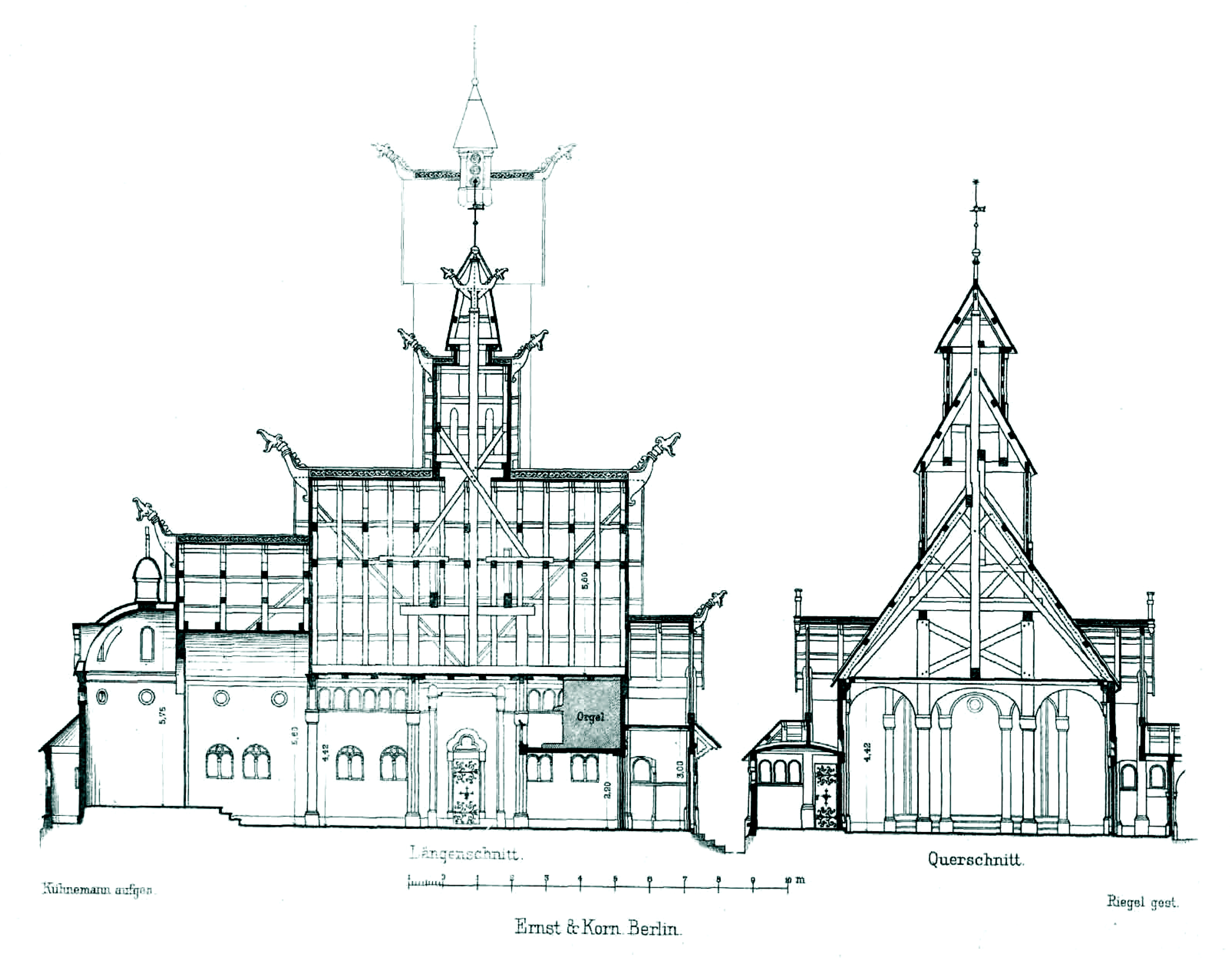
Querschnitt und Längsschnitt der Kirche (1891)

Die Kirche ist mit der Fahnenstange 15,50 Meter hoch. Das Kirchenschiff ist 9 Meter lang, 7,50 Meter breit und wird von je vier Eckmasten begrenzt. Im Innenraum befinden sich vier frei stehende Masten, die eine eingezogene Decke tragen. Anders als in den anderen Stabkirchen enden die Masten innerhalb des Kirchenraumes und gehen nicht bis zum Satteldach durch. Zwischen den westlichen Masten und der westlichen Wand des Schiffes ist in 2,20 Meter Höhe eine Orgelempore angebracht. Um den Innenraum der Kirche vom Laubengang her zu beleuchten, wurden Rundbogenfenster mit Butzenscheiben in die Wände des Kirchenschiffes eingesetzt. Oberhalb der Decke beginnt ein Mast, der bis in das Zeltdach des Dachreiters reicht. An seinem Ende sind zwei Drachenköpfe und die Fahnenstange befestigt. An das Kirchenschiff schließt sich ein 3,80 Meter langer und 5,10 Meter breiter Chor an, der ebenfalls von vier Eckmasten begrenzt wird. Am Übergang zwischen Chor und Kirchenschiff stehen zwei zusätzliche Stützen. Sie bilden mit den beiden westlichen Eckpfosten eine dreibogige Öffnung zum Schiff. An der Ostseite des Chores befindet sich eine halbrunde Apsis. Um die Kirche führt ein ca. 80 Zentimeter breiter Laubengang, der von einer Sakristei im Norden unterbrochen wird. Diese hat eine Fläche von ungefähr 2,30 × 1,85 Meter.

### Dachkonstruktion

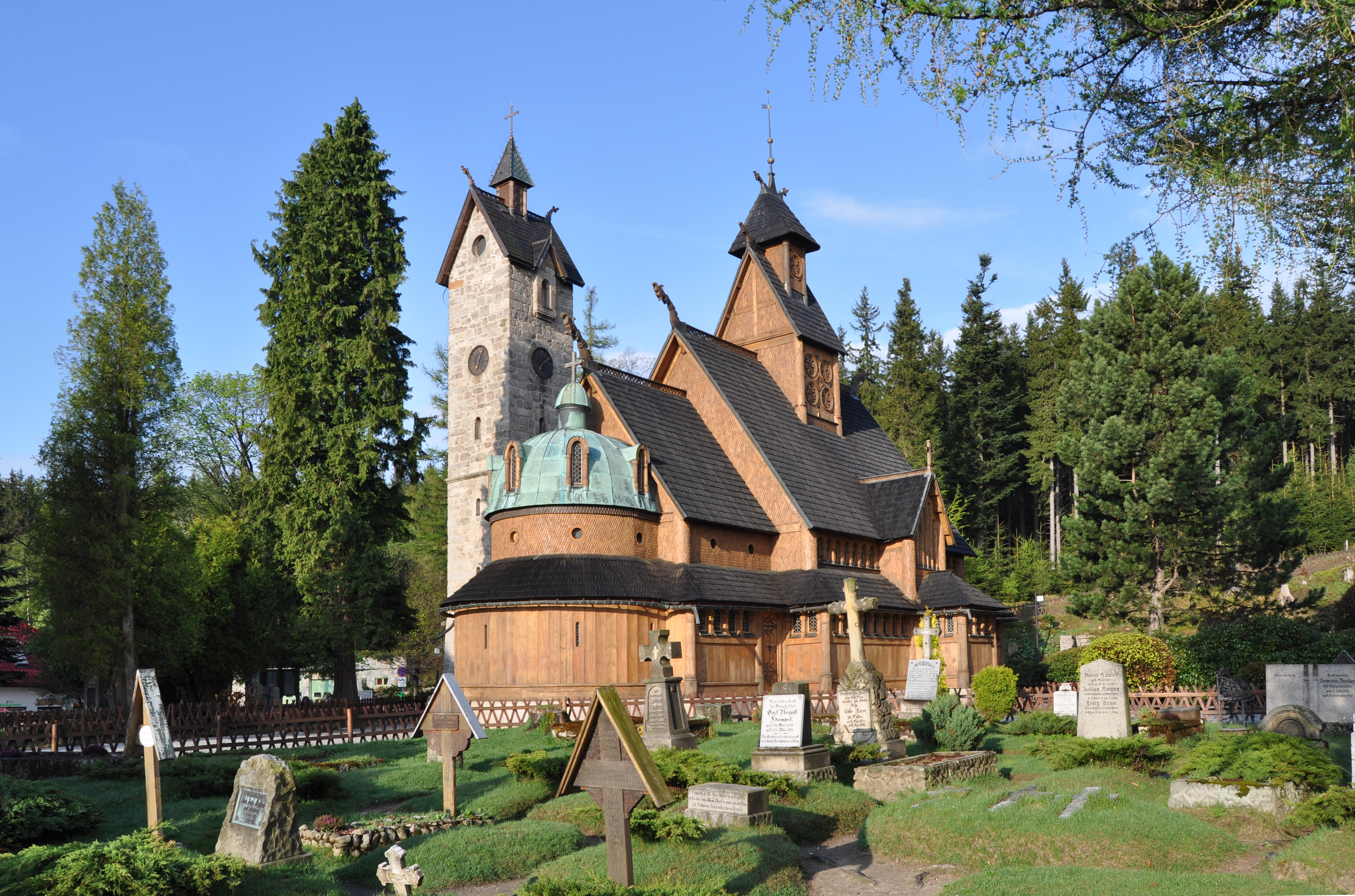
Vierstufiger Aufbau: Apsis mit Kuppeldächern, Chor und Schiff mit Satteldach, auf dem Schiff sitzt ein zweistufiger Dachreiter aus Satteldach und Zeltdach.

Die Dachstruktur ist der Stabkirche Borgund nachempfunden und trägt wie diese Kreuze und Drachenköpfe an den Giebelspitzen. Dieser Dachschmuck und seine häufige Wiederholung hatte sehr wahrscheinlich eine apotropäische Funktion. Bei der Stabkirche Wang wurde er aus ästhetischen Gründen montiert, um dem ursprünglichen Äußeren einer mittelalterlichen Stabkirche wieder sehr nahezukommen.
Die heutige Kirche hat eine vierstufige Dachkonstruktion, die die Kirche äußerlich pagodenartig erscheinen lässt und die Richtung gen Himmel betont.
Ein Pultdach deckt den um die Kirche geführten Laubengang ab. Auf der Apsis befindet sich eine Kuppel aus Kupfer mit fünf langen, oben abgerundeten Fenstern. Auf der Kuppel, die für Stabkirchen untypisch ist und eher dem Barock entspricht, sitzt eine Laterne mit einem Kreuz. Der Chor und das Kirchenschiff sind mit Satteldächern bedeckt. Der Dachschmuck auf den Firsten der Satteldächer aus einer geschnitzten Leiste wird Dachkamm genannt. Dieser endet auf den Dächern des Chors und des Kirchenschiffs an den Giebeln mit einem Drachenkopf. Das Satteldach des Schiffes trägt einen zweistufigen Dachreiter, der wiederum in einem Satteldach und einem Zeltdach mit Drachenköpfen endet.
West-, Nord- und Südportal mit herausgezogenen Pult- und Satteldächern verschaffen der Kirche eine kreuzförmige Grundfläche. In den Giebeln sind jeweils fünf hohe, schmale Fenster eingesetzt. Diese und auch die sonstige Gestaltung der Vorbauten sind für Stabkirchen eher unüblich. Auf den Firsten des Süd- und Nordportals sitzen Kreuze, auf denen des Westportals Drachenköpfe.

### Laubengang
Der Laubengang wurde 1844 angefügt. Die Lauben haben Rundbogenfenster mit Butzenscheiben. Darin sind einige Lampen zur Beleuchtung angebracht. Vom Nordportal führt der Gang in die Sakristei und dann in Richtung Osten um die Apsis herum, auf der südlichen Seiten gegen Westen und schließlich zum Westportal. Vom Westportal gegen Norden führt der Laubengang an die Westwand der Sakristei heran.

### Masten und Kapitelle

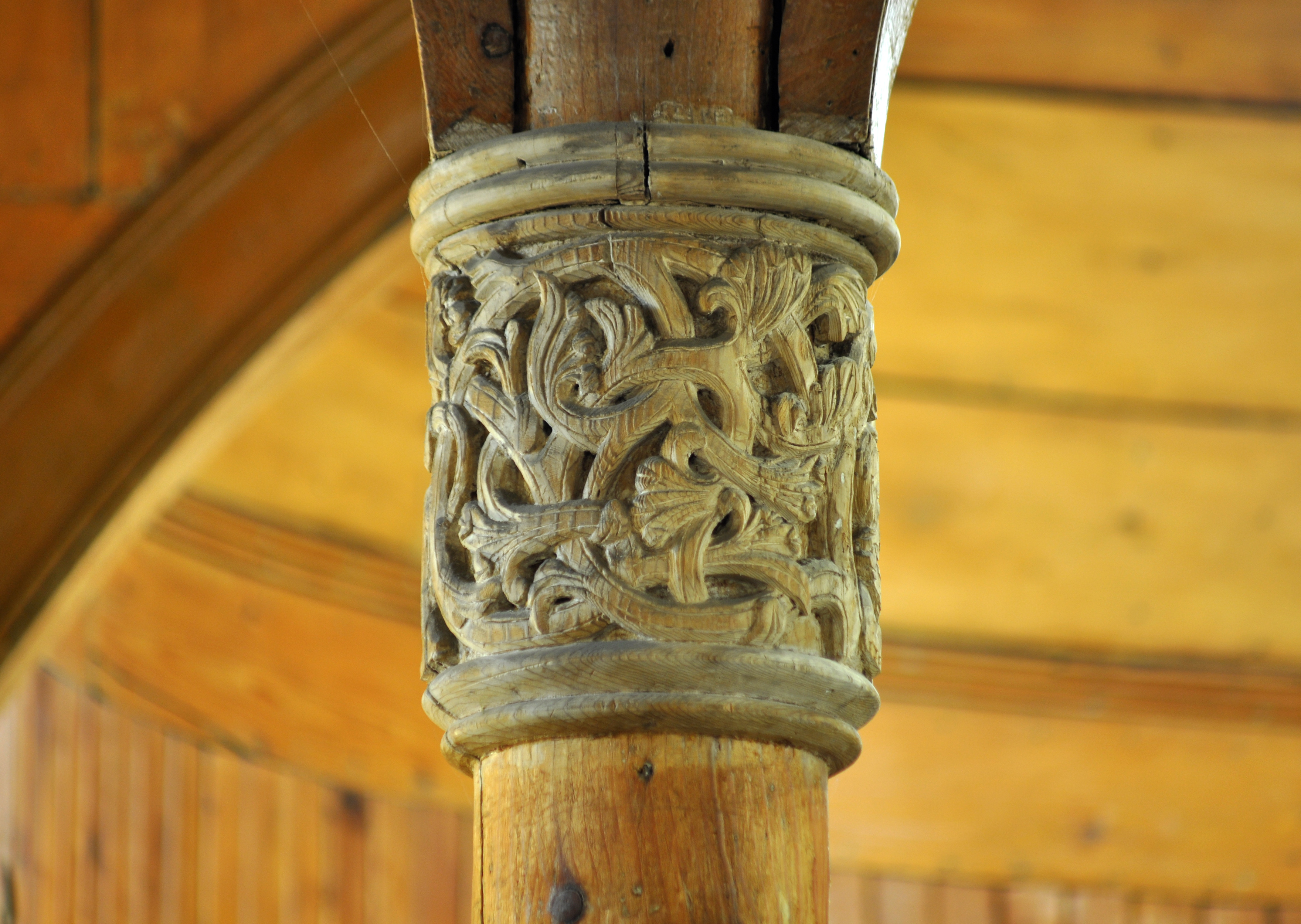
Ein von Jacob von Jannowitz neu geschnitztes Kapitell eines mittleren Chormastes

Um der alten Architektur in Vang zu entsprechen, wurden die Masten in der gleichen Weise angeordnet, wie sie auf den Zeichnungen von Schiertz abgebildet sind. Vier Hauptmasten tragen mit Zangen, Rundbögen und Bogenknien eine flache Decke. Das Dach liegt auch bei der wiederaufgebauten Kirche nicht auf den Masten, sondern auf den Seitenwänden auf. Im Original erhalten sind die vier Hauptsäulen mit Kapitellen, die vier Ecksäulen der Außenwände des Schiffes, die vier Ecksäulen der östlichen Chorwand sowie die Stützen mit Kapitellen auf der Seite des Chores. Die beiden mittleren Stützen des Choreingangs mit den Motiven David und Goliath sowie Daniel in der Löwengrube wurden von Jacob aus Jannowitz bei Hirschberg neu geschnitzt.
Die Schnitzereien der Hauptsäulen sind nicht so alt wie die der Portale. Sie stammen vermutlich aus dem 17. Jahrhundert. Die beiden Ostsäulen haben oben glatte Ränder, die Westsäulen wurden mit geflochtenen beziehungsweise gedrehten Rändern versehen. Die Ornamentik der Kapitelle zeigen folgende Motive:
Auf dem nordöstlichen Kapitell mit verschlungenen Ranken bekämpft ein Mann mit einer Keule einen Löwen. Er greift mit der rechten Hand in das Maul des auf dem Rücken liegenden Tieres. Die Darstellung erinnert an Samson oder an David. Das Ornament enthält auch einen gehörnten Ochsen oder Stier, der einem wolfartigen Tier gegenübersteht. Die beiden Tiere heben vermutlich in Abwehrstellung je einen Fuß.
Im originalen östlichen Teil des nordwestlichen Kapitells kämpft ein drachenartiges Tier mit einer großen raubtierartigen Kreatur, die von einem kleinen Hund in den Bauch gebissen wird. Auf der linken Seite trägt ein Raubtier einen Hund im Maul. Auf der ergänzten westlichen Seite wurden weitere Tierkampfmotive hinzugefügt, auf der Nordseite ein Wolf und auf der Westseite ein geflügeltes Tier, das das Raubtier in den Rücken beißt.
Im südöstlichen Kapitell entweichen Schlingen wie Odins Luftstrom aus den Mündern von Masken. Sie schlingen sich bretzelartig ineinander, ziehen sich über das ganze Kapitell hin und enden in den Stirnen der Masken.
Im südwestlichen Kapitell, dessen westlicher Teil ergänzt werden musste, beißen sich die Blätter ineinander verschlungener Schlingpflanzen wie Köpfe von Lindwürmern gegenseitig in die Schwänze.

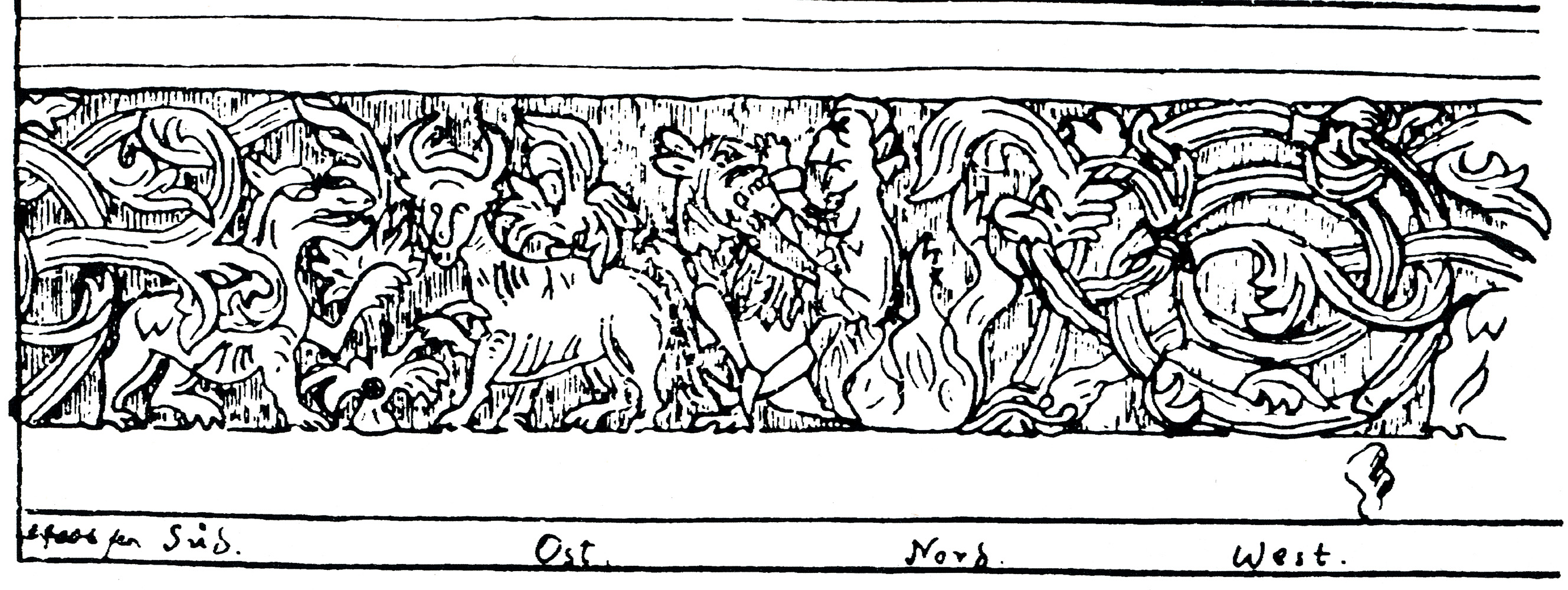
Nordöstliches Kapitell
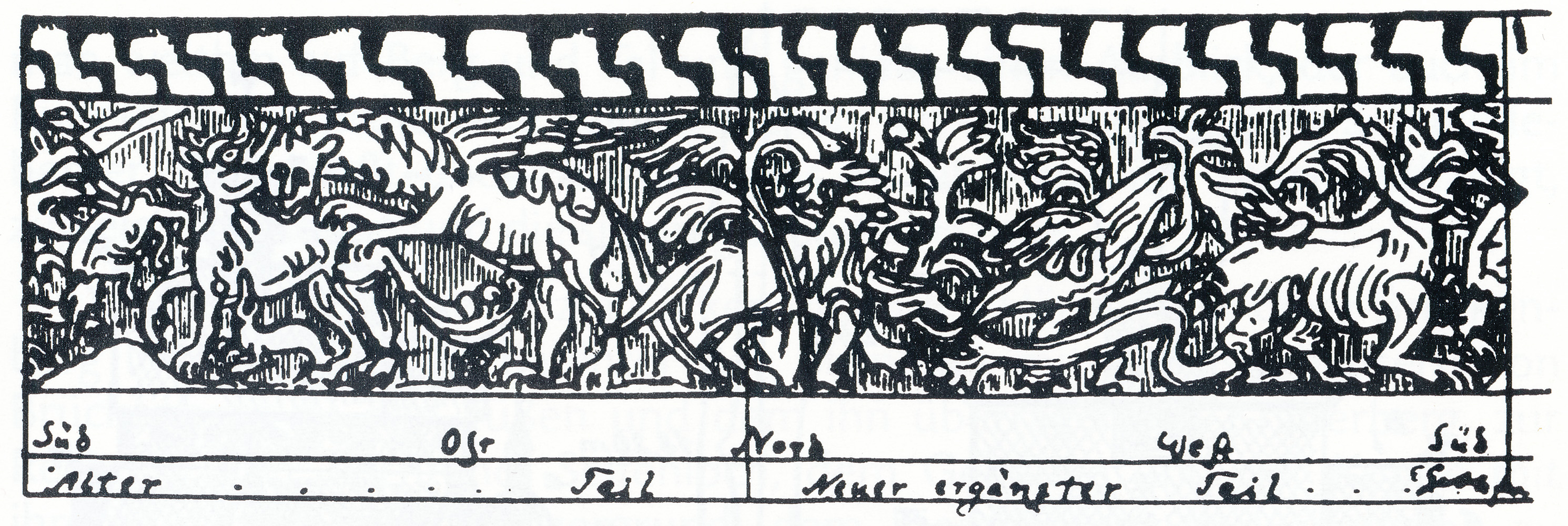
Nordwestliches Kapitell
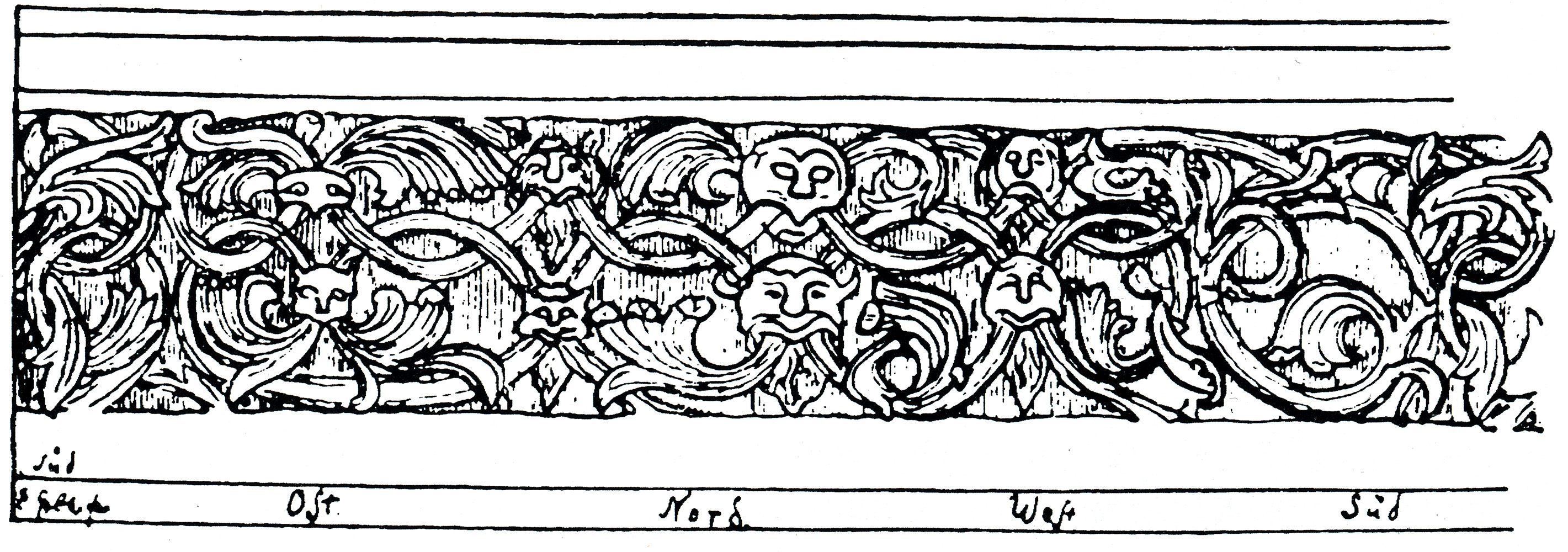
Südöstliches Kapitell
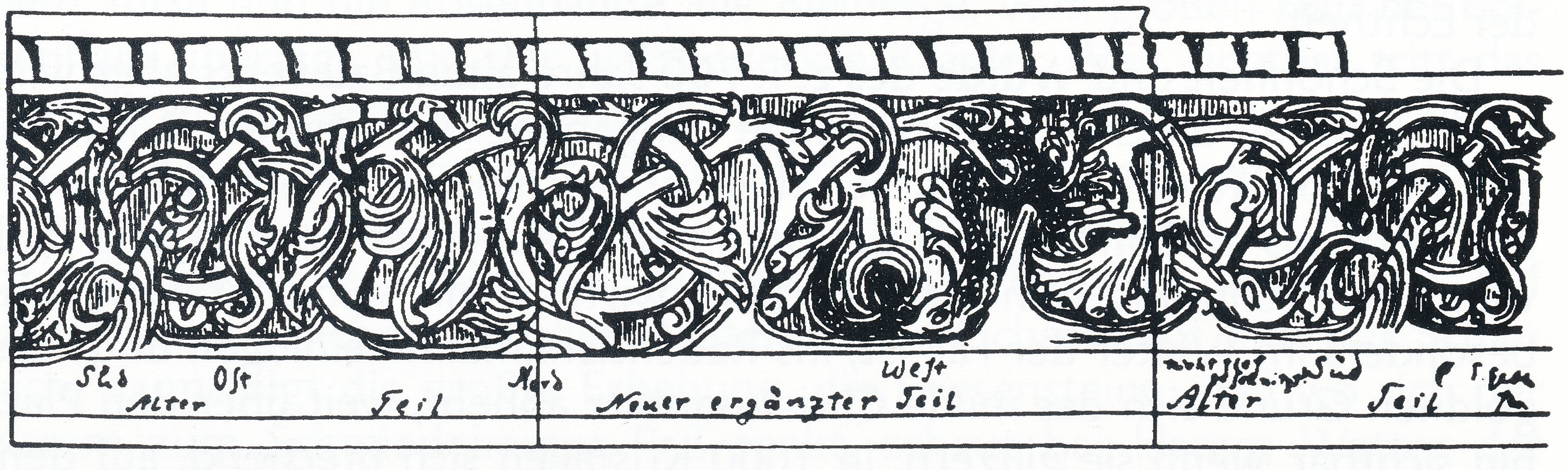
Südwestliches Kapitell

### Portale

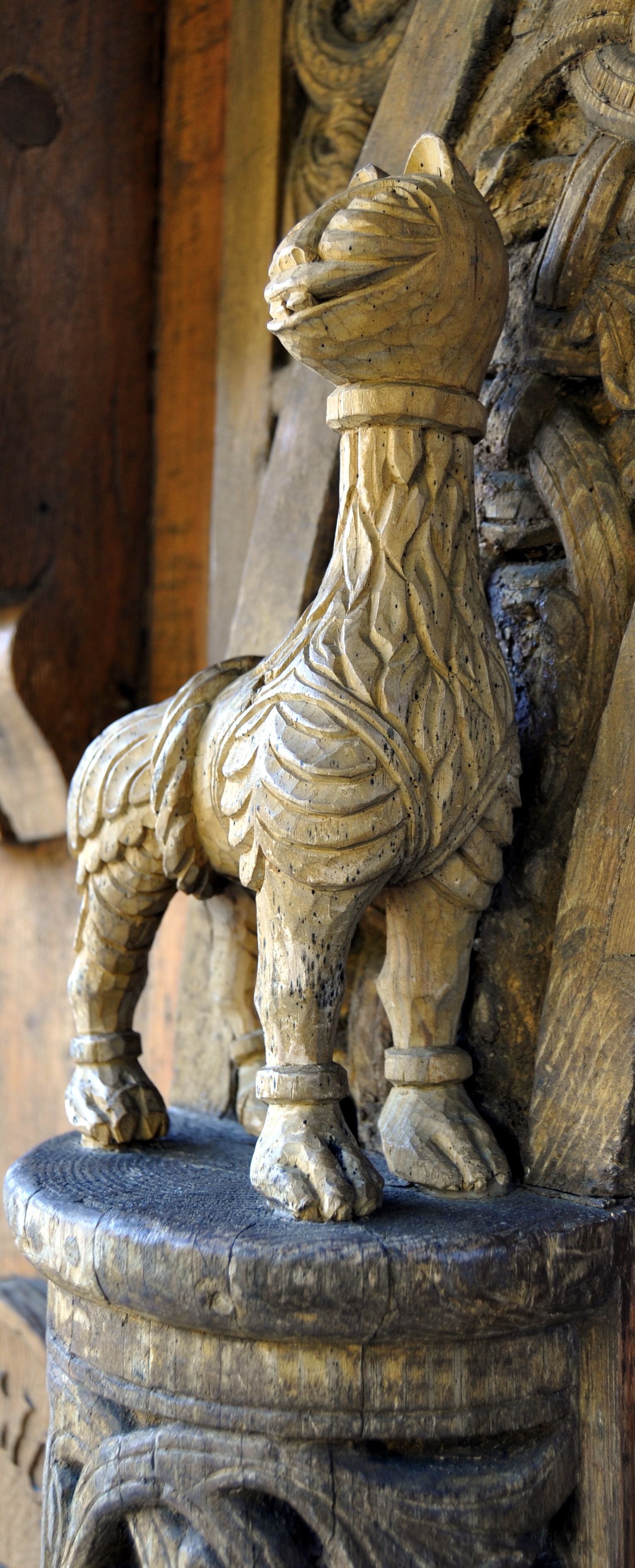
Einer der beiden 1995 gestohlenen Schutzlöwen des Hauptportals

Die drei Portale in West-, Nord- und Südrichtung wurden von der alten Kirche in Vang wiederverwendet, aber in ihrer Lage vertauscht. Das ehemalige Südportal wurde zum Nordportal und das ehemalige Westportal zum Südportal. Sie wurden zusätzlich nach innen gedreht. Die Schnitzereien der Portale hatten zu ihrer Entstehungszeit vermutlich apotropäische Funktion und sollten Wesen der Geisterwelt (beispielsweise Dämonen) abschrecken, damit sie nicht durch die Portale in das Innere gelangen konnten. Die Nordseite der Stabkirchen erhielt häufig kein offenes Portal, da sie von der Sonne abgewendet und der nächtlichen Geisterwelt am meisten ausgesetzt ist. Die Drehung nach innen hatte vermutlich ästhetische Gründe und sollte den Schnitzereien neue Geltung verschaffen. Die Rettung der Portale lag Dahl sehr am Herzen.
Die Portale waren teilweise sehr beschädigt und mussten restauriert werden. Die Restaurierungsarbeiten übernahm Jacob aus Jannowitz.
Das Südportal (ehemaliges Westportal) wurde im abgewandelten Sogn-Valdres-Stil geschnitzt. Es hat Halbsäulen mit Maskenmotiven, die jeweils einen Mann darstellen, der Luft aus dem Mund bläst. Es handelt sich sehr wahrscheinlich um Darstellungen des Gottes Odin. Die Säulen enden in Zylinderkapitellen. Die Archivolte ist kleeblattförmig und besteht aus einer rankenverzierten Schnitzerei mit zwei Drachen, die sich ineinander verbeißen. Das Tympanon wurde mit einer bleiverglasten Butzenscheibe ergänzt. Das Portal wurde bei der Versetzung zusätzlich mit Säulen eingefasst. Die Tür wurde ebenfalls ergänzt und mit für viele Stabkirchen typischen dekorativen Eisenbeschlägen versehen.
Das Nordportal (ehemaliges Südportal) ist im Sogn-Valdres-Stil geschnitzt. Es gleicht dem Südportal und hat ebenfalls Halbsäulen mit Maskenmotiven und Zylinderkapitellen. Die Archivolte ist hufeisenförmig mit einer eingesetzten Butzenscheibe. Die Schnitzereien haben ein florales Muster mit zwei Drachen, die sich verbeißen. Die Tür hat ebenfalls Eisenbeschläge. Das Portal wurde mit neuen Säulen eingefasst.
Das Westportal (ehemaliges Chorportal im Süden) hat glatte Halbsäulen. Auf den Kapitellen sitzen Schutzlöwen. Der Sturz ist gerade. Die Ornamentik ist eine sogenannte Tierketten-Komposition und besteht nur aus reinen Tiermotiven.
Das Portal beim Haupteingang wurde neu geschnitzt. Wie das Westportal wird es von zwei Hauptsäulen eingefasst und trägt auf den Kapitellen zwei Schutzlöwen. Diese wurden 1995 gestohlen und konnten 1999 bei Sotheby’s in Köln sichergestellt werden. Sie wurden im selben Jahr zurückgegeben.

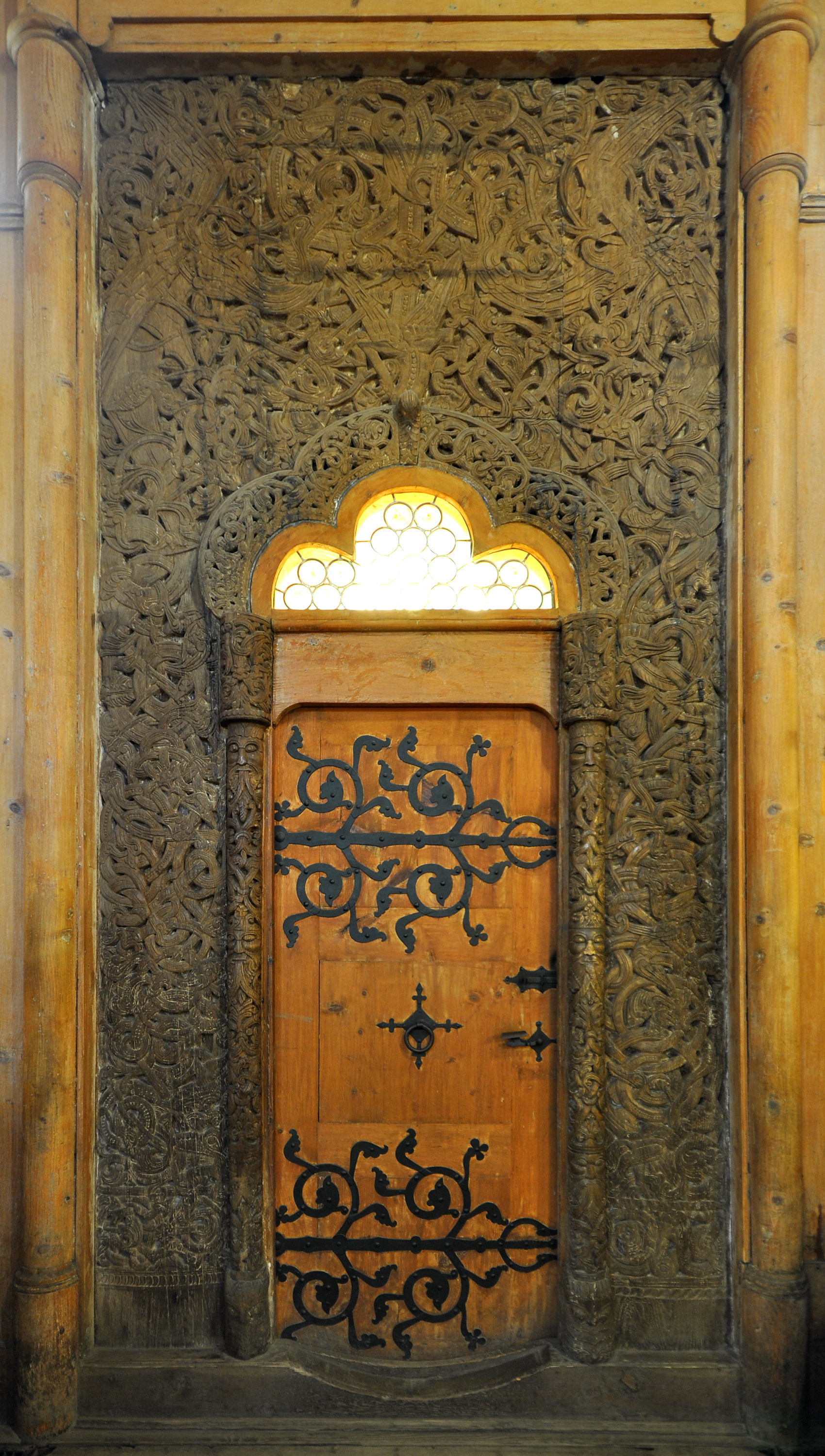
Das Südportal (ehemaliges Westportal)
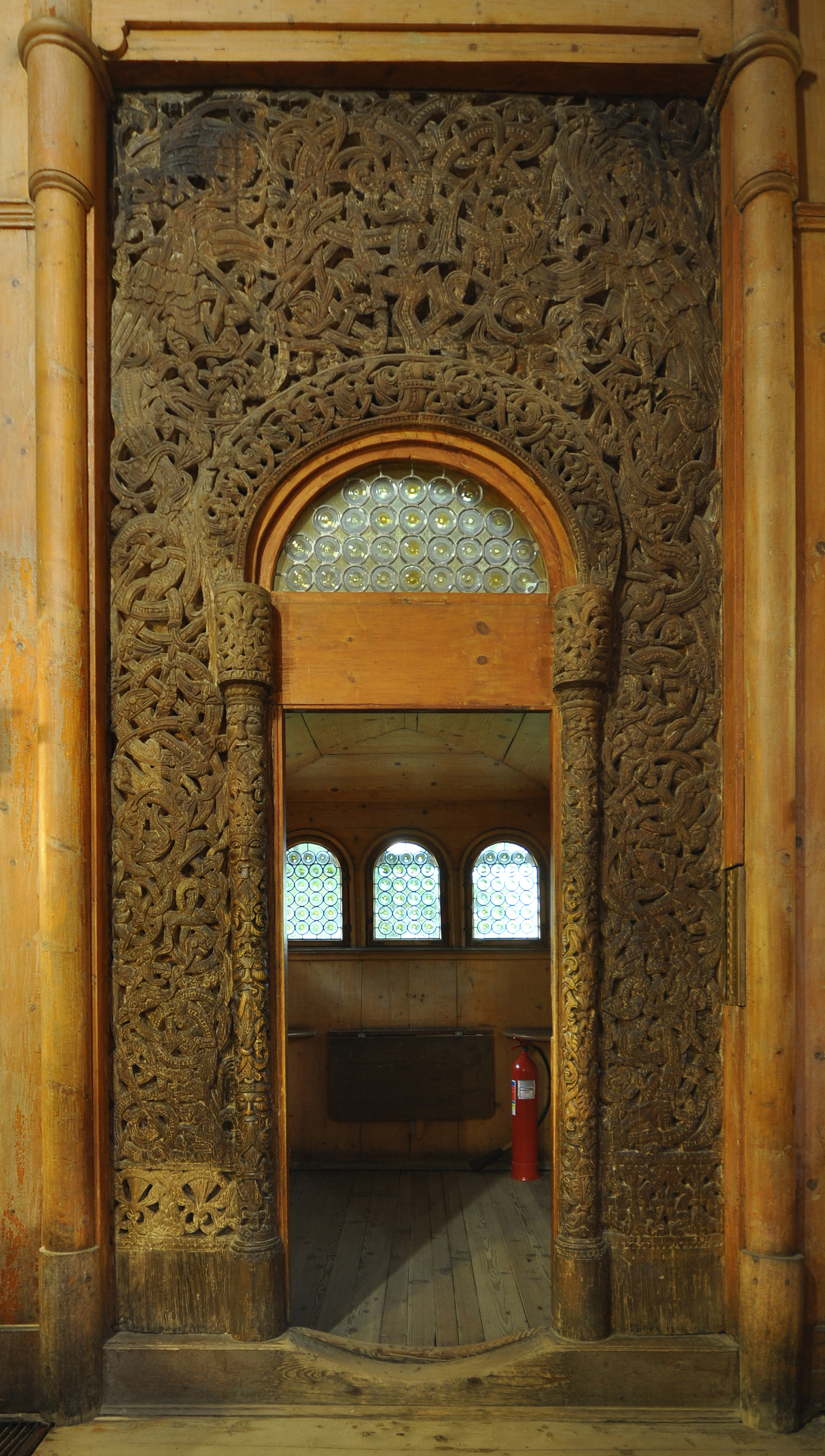
Das Nordportal (ehemaliges Südportal)
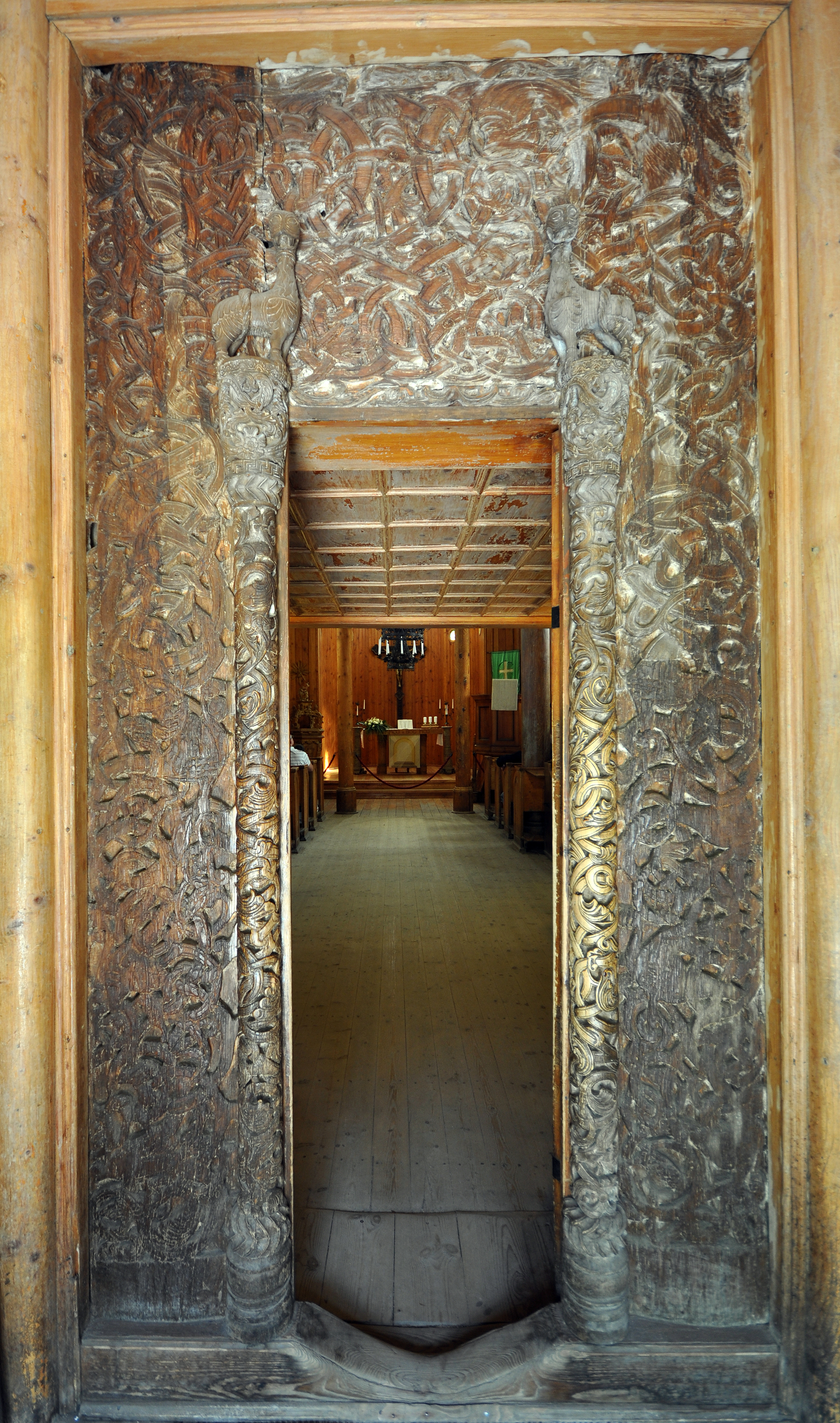
Das Westportal zum Laubengang (ehemaliges Südportal des Chores)
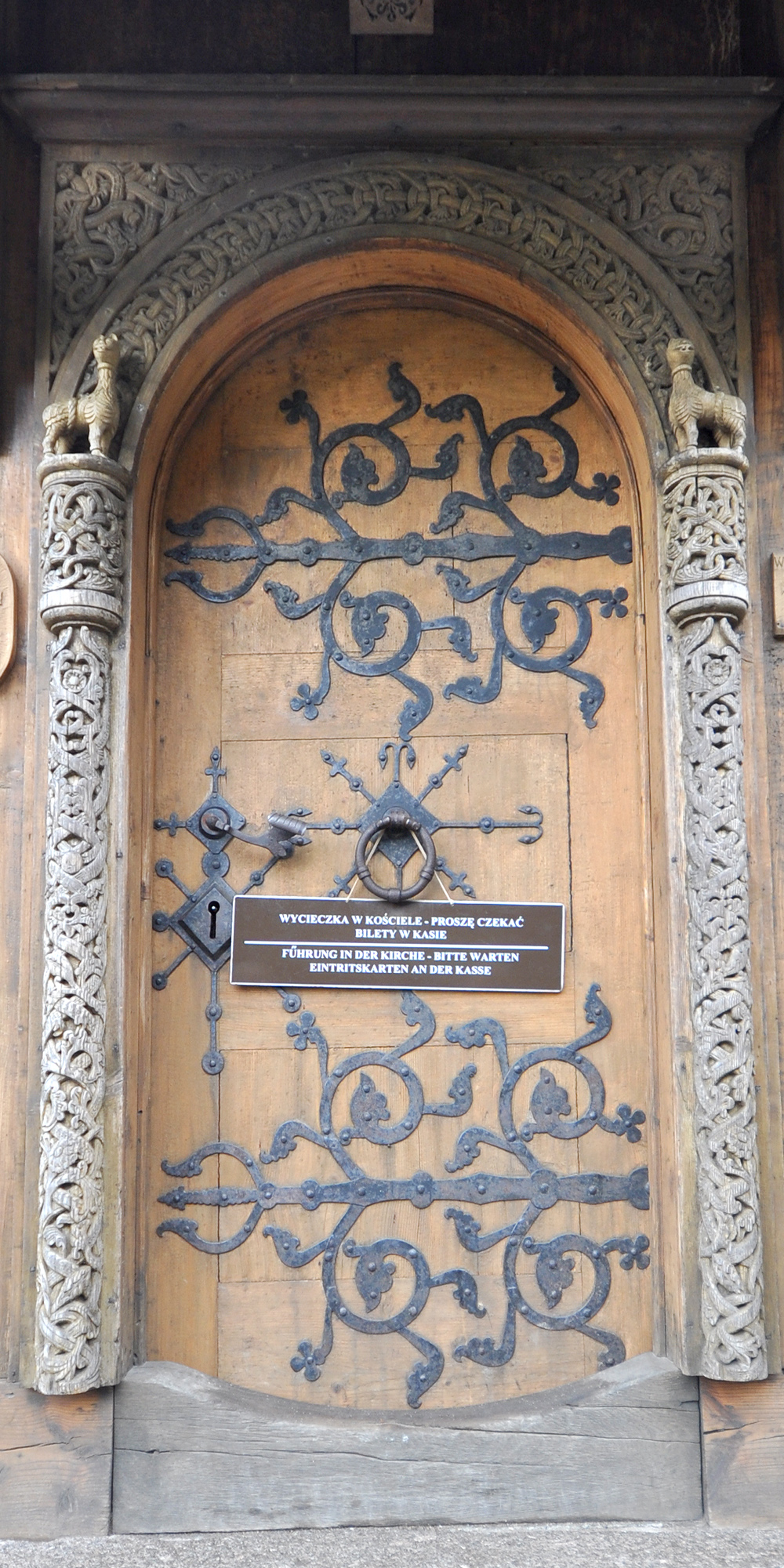
Neu geschnitztes Westportal beim Haupteingang

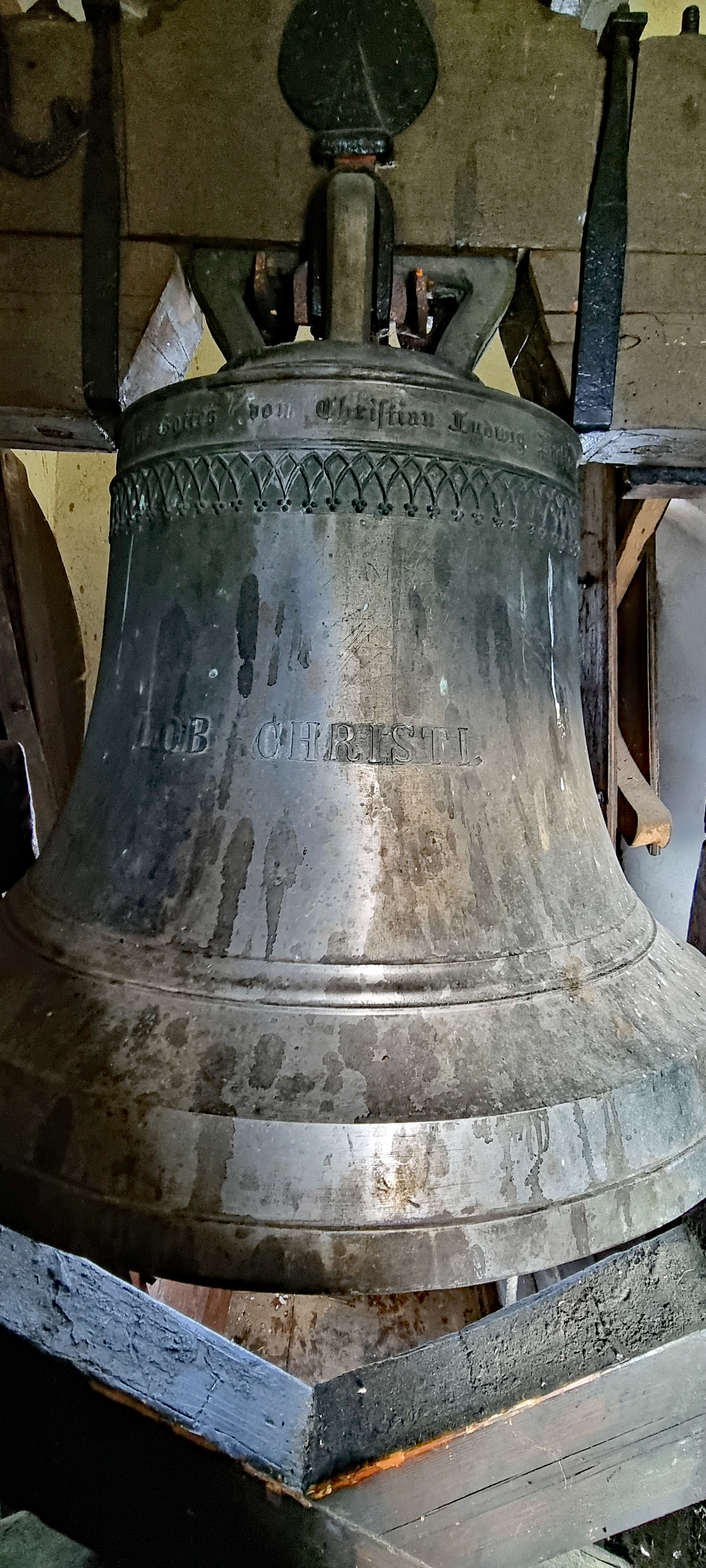
Die größte Glocke Lob Christi von Christian Ludwig Puehler 1844

### Glockenturm und Glocken
Der Glockenturm wurde aus Stein erbaut, um die Holzkirche vor den starken Gebirgswinden zu schützen. Er überragt mit 18,6 Meter Höhe die Kirche. Er hat eine quadratische Grundfläche mit einer Seitenlänge von 3,76 m. Er ist durch eine gedeckte Laubenhalle mit der Kirche verbunden. Der Turm ist im Gegensatz zur Kirche aus grobem Granit gebaut. Das Satteldach hat ebenfalls zwei Drachenköpfe auf dem First und einen kleinen Dachreiter. Auf jeder Seite ist eine Uhrtafel angebracht, die jeweils über 300 kg wiegt. Die Uhren stammen von der Eisengießerei zu Neusalz an der Oder. Das Uhrwerk wurde vom Hirschberger Uhrmacher Scheer gefertigt. Der Turm trägt drei Glocken der Gnadenberger Glockengießerei des Christian Ludwig Pühler, die am 18. Mai 1844 aufgezogen und zum ersten Mal geläutet wurden.
Die Glocken sind 350, 175 und 75 kg schwer. Auf der größten stehen „Lob Christi“ und die Verse Psalm 103, 1-4. Auf der mittleren Glocke steht als Name „Vater unser“ und das ganze Vaterunser. Diese beiden Glocken sind im Turm untergebracht. Im Dachreiter sitzt die kleinste Glocke „Lamm Gottes“ mit dem Bibeltext Johannes 1, 29. Die Glocken wurden vom König gestiftet und die Inschriften von ihm persönlich festgelegt. Ein Besucher des Riesengebirges, Gustav Ritter aus Grabow, dichtete zu deutscher Zeit der Bergkirche Wang: „Von hohem Berge grüßt die Kirche Wang/ Mit ihren Drachenköpfen in das weite Land,/ Dies Gotteshaus, das schon jahrhundertlang,/ bevor es herverpflanzt ward, hoch im Norden stand.“ und er schloss seine Verse ebenso sagen- und naturverbunden: „Ein Glockenton durchschwebt die stille Luft,/ Schwingt sich zum Kamm empor, senkt sich herab in’s Tal/ Ein Echo lauscht, das leis zurück ihn ruft,/ Und Gottes Friede herrscht im Reich von Rübezahl.“

### Einrichtung

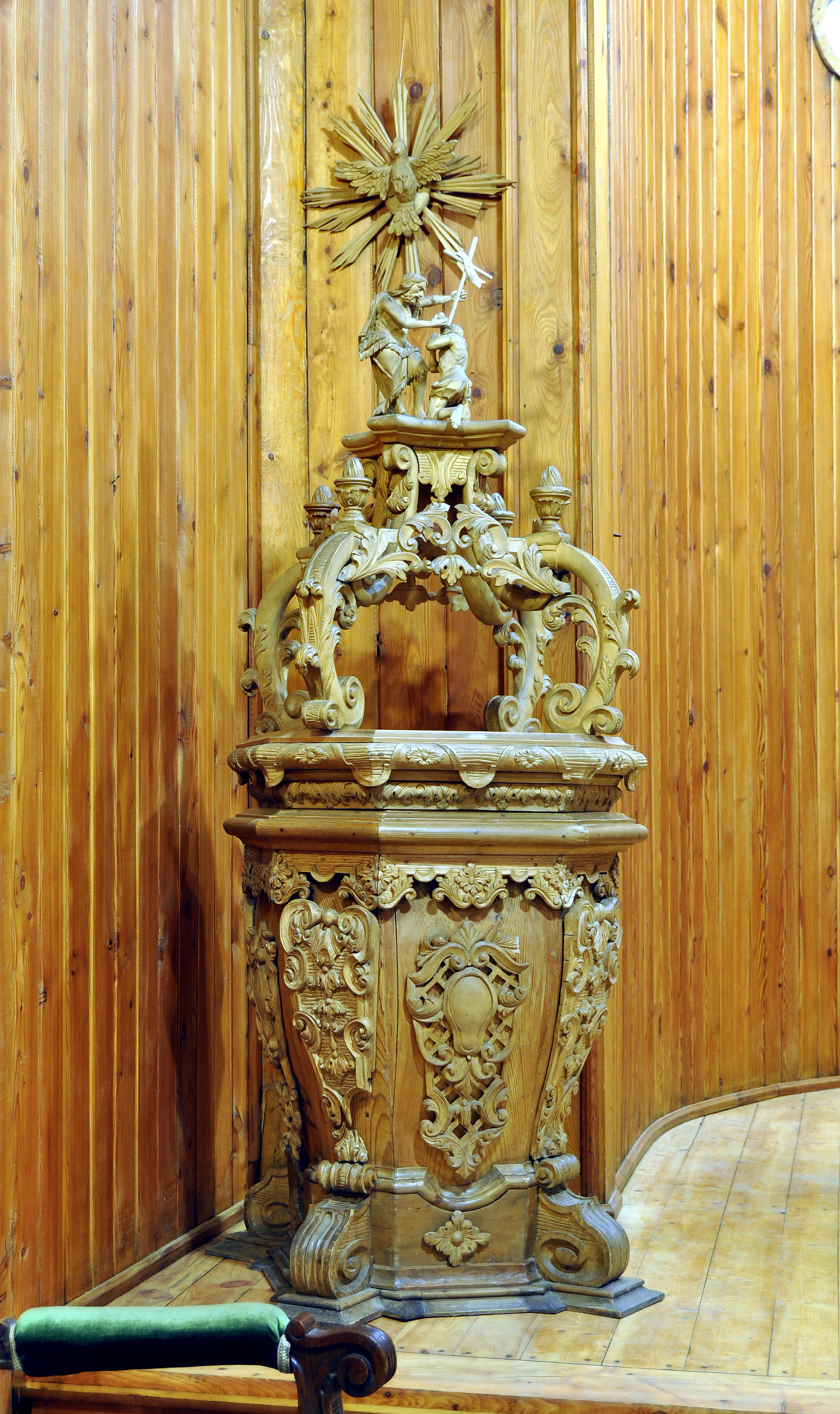
Das Taufbecken im niederschlesischen Barockstil

Die Orgel hat sechs Register, von einem Manual spielbar, und befindet sich auf der Empore der Kirche. Sie wurde vom Schmiedeberger Orgelbauer Schinke gebaut.
Erich Gebhardt beschreibt in seiner Monografie einen Taufstein aus poliertem Kunzendorfer Marmor der Cantianschen Werkstatt in Berlin. In der heutigen Kirche steht allerdings ein Taufbecken im niederschlesischen Barockstil. Es entstand etwa 1740 und stammt aus der abgebrochenen Kirche in Dittmannsdorf. Zur Einrichtung gehörte nach Ende des Ersten Weltkrieges eine hölzerne Gedenktafel im Kirchenschiff für die Gefallenen von 1914 bis 1918, auf der zusätzlich die Vor- und Zunamen der auf den Kriegsschauplätzen Verwundeten der Kirchengemeinde aufgeführt waren, darunter Alfred Teichmann, der als Hotelier 1922 die Berghotel Teichmannbaude AG gründete.

## Gemeinde
Die Kirche wurde bis zum Sommer 1946 von einer deutschen Gemeinde benutzt. Der Kantor in Wang, Peter Eisert, dichtete: „Und wieder kommt ein junges Paar zum alten Bergkirchlein, zu flehn um Segen und Gedeih und immer Glücklichsein. Hab Dank für deine Lieb’ und Güt’, die du getan uns beid’, und führ uns weiter wie bisher hin zur Ewigkeit. Wir aber falten mit die Händ’ und bitten im Verein: ‚Erhör du unser Flehn, o Herr im alten Bergkirchlein.‘“ Nach der Vertreibung der Deutschen bildete sich schon 1946 eine kleine polnische evangelisch-lutherische Gemeinde, die die Kirche für Gottesdienste, Trauungen, Taufen und Konzerte benutzt. Vor den polnischen Gottesdiensten finden von Mai bis September an allen Sonn- und Feiertagen um 9:00 Uhr Gottesdienste in deutscher Sprache statt.

## Friedhof
Am 9. August 1844 wurde der Friedhof der Kirche Wang angelegt und gut ein Jahrhundert von der Kirchengemeinde Brückenberg benutzt. Dort sind unter anderem der langjährige Pfarrer Erich Gebhardt († 1919), der Bürgermeister Hermann Breiter und der letzte deutsche Pfarrer Ernst Passauer begraben. Letzterer wurde bei einem nächtlichen Raubüberfall auf das Pfarrhaus am 9. Februar 1946 erschossen. Ab 1946 wurde der Friedhof nicht mehr benutzt. „Was die Toten an der Kirche Wang den lebenden Besuchern sagen würden“, fasste der Breslauer Max Preiß-Preußer in einem Gedicht zusammen: „Wanderer steh’ still und bete für mich, bald betet ein and'rer vielleicht auch für Dich! Wir sind auf des höchsten Begehr ohne Bangen, schon vor Dir in die Ewigkeit alle gegangen. – Wir schlafen in Frieden, drum lass’ uns die Ruh, auch Du kommst mit der Zeit zu uns sicher dazu. – Drum freu' Dich des Lebens, – wie einstmals auch wir, genieße Dein Dasein auf Erden allhier; – Denn kurz ist das Leben, voller Sorg', – wenig Freud', und lang' ruhst Du bald mit uns in der Ewigkeit. – Und seh’n wir uns einstens in Gottes himmlischen Höh’n, dann gäb es für uns alle das schönste Wiederseh’n!“ Nur der Komponist und Dirigent Rudolf Jonas wurde 1949 dort noch beerdigt.
Zahlreiche deutsche Grabsteine sind noch erhalten. Seit 2001 sind wieder Urnenbestattungen für Gemeindemitglieder gestattet. 2001 wurde dort der weltbekannte polnische Pantomime und Theaterregisseur Henryk Tomaszewski und 2008 der polnische Schriftsteller Tadeusz Różewicz beerdigt.

## Rezeption
Die Stabkirche Wang diente als Vorlage für die Kirche in dem 2014 erschienenen Computerspiel The Vanishing of Ethan Carter. In diesem Adventure Game des polnischen Entwicklungsstudios The Astronauts sind das Äußere der Kirche sowie Teile von deren Innerem mittels 3D-Grafik fotorealistisch nachmodelliert; die Spieler können die verlassenen Innenräume der Stabkirche erkunden.

## Bildergalerie

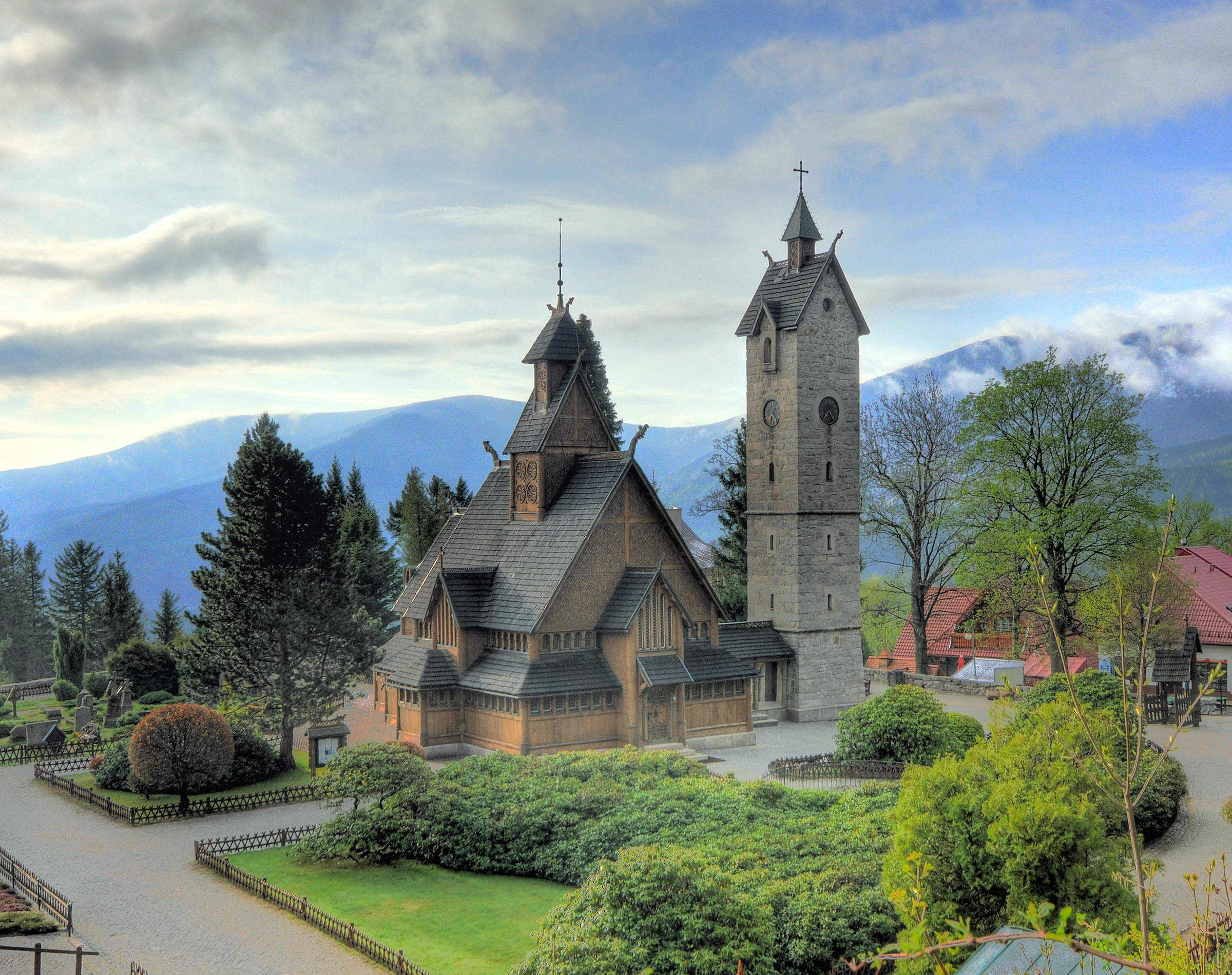
HDR-Bild der Stabkirche.
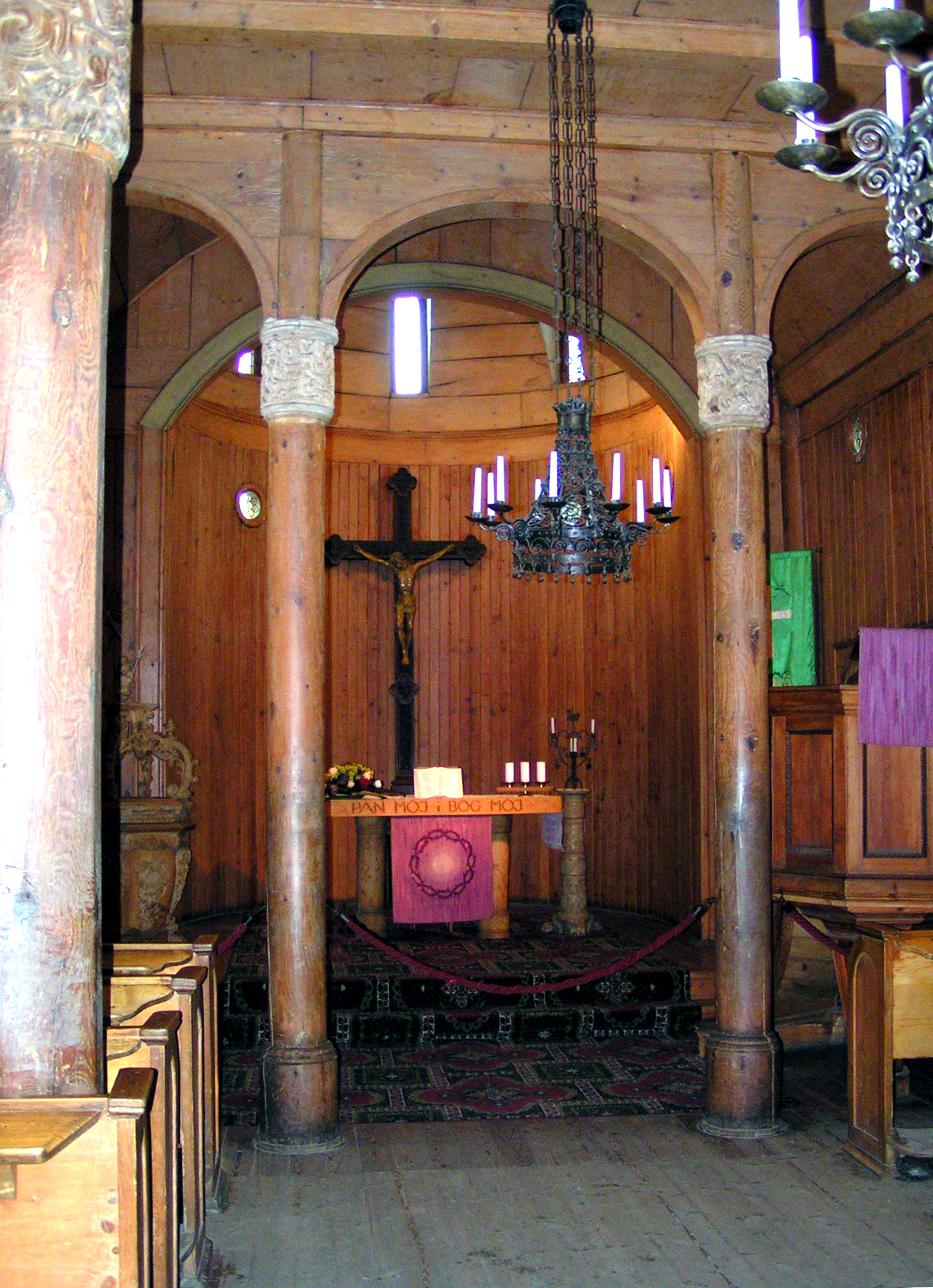
Blick in den Chor
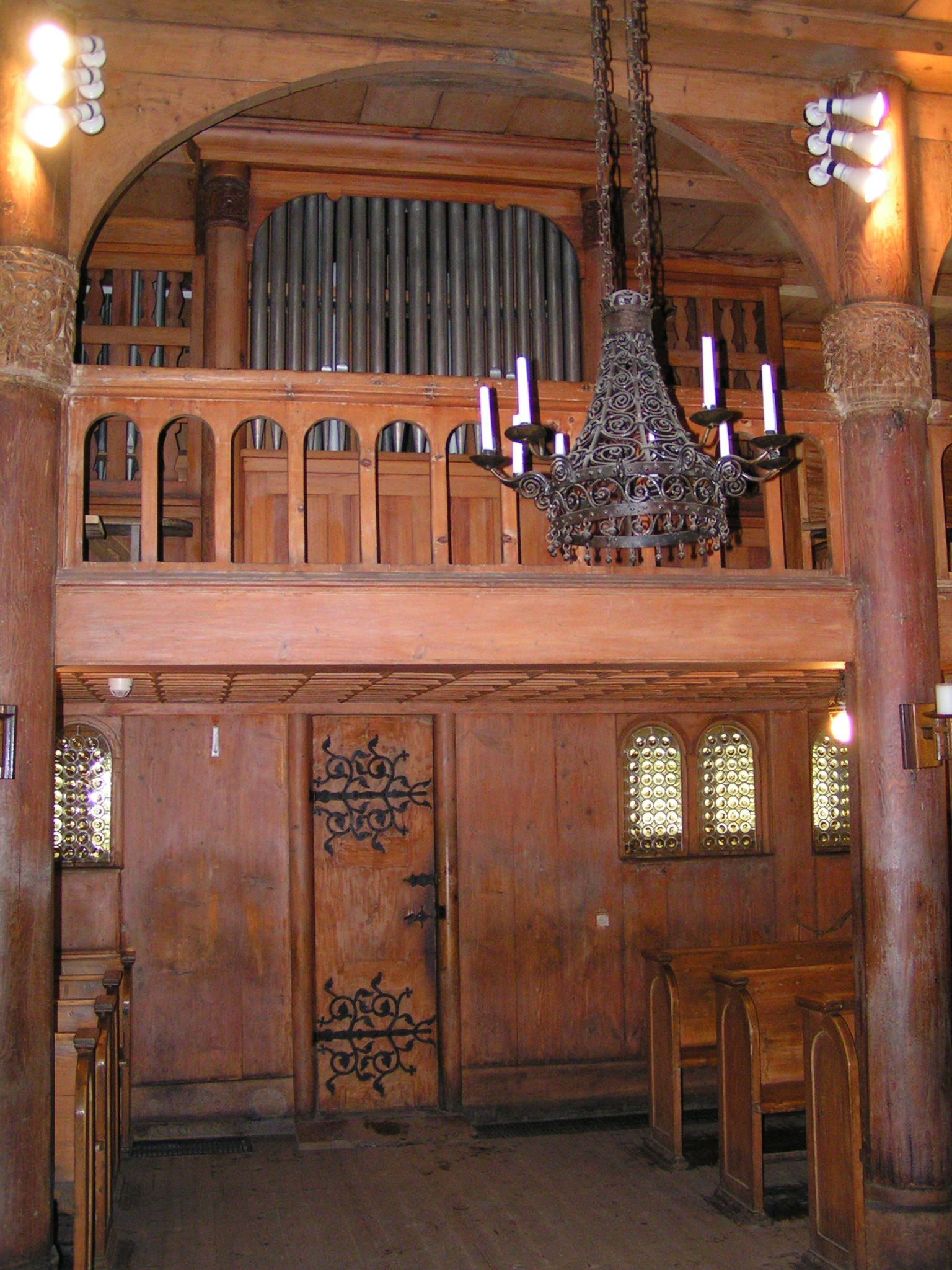
Blick auf die Empore mit der Orgel
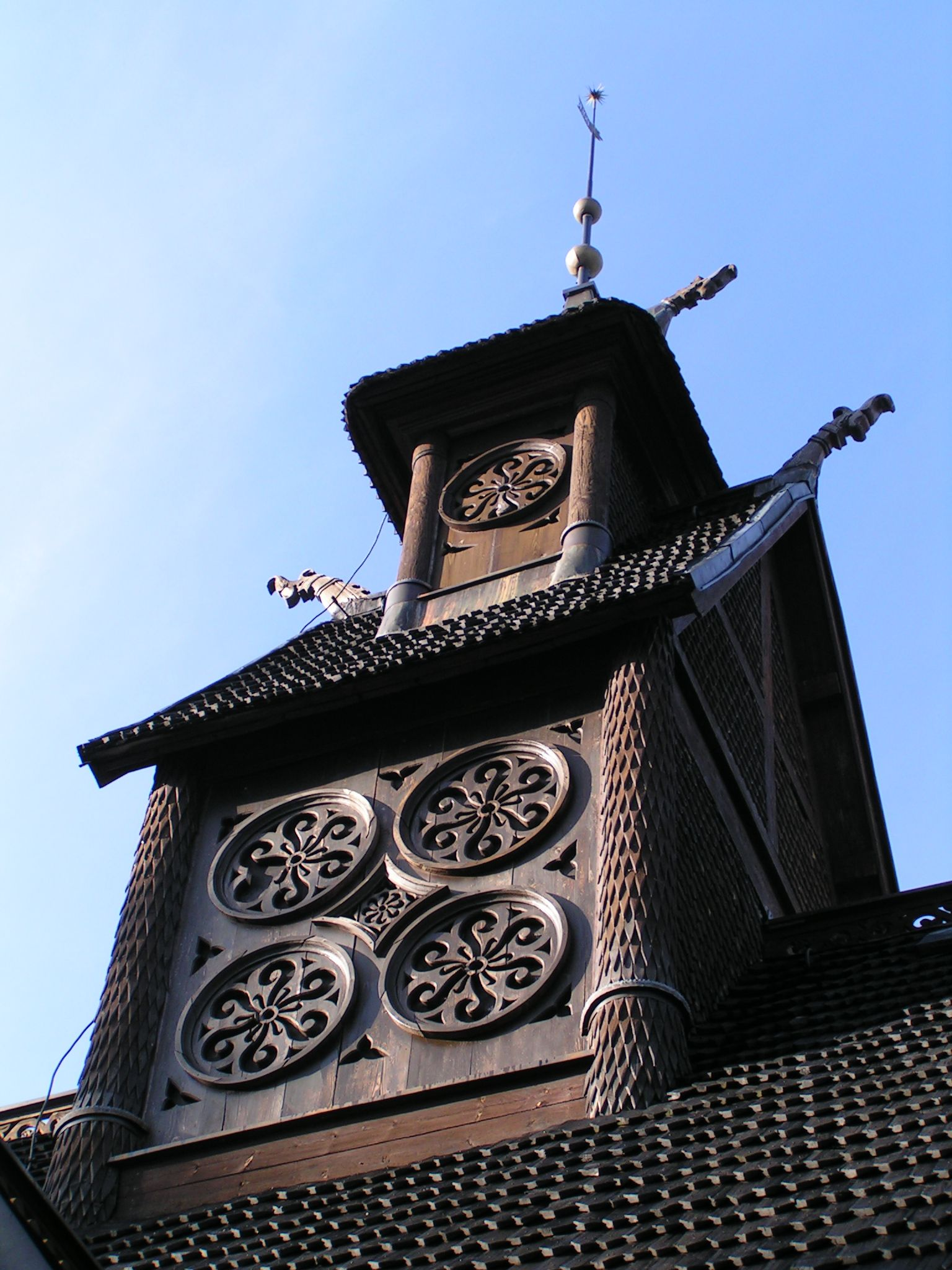
Dachreiter
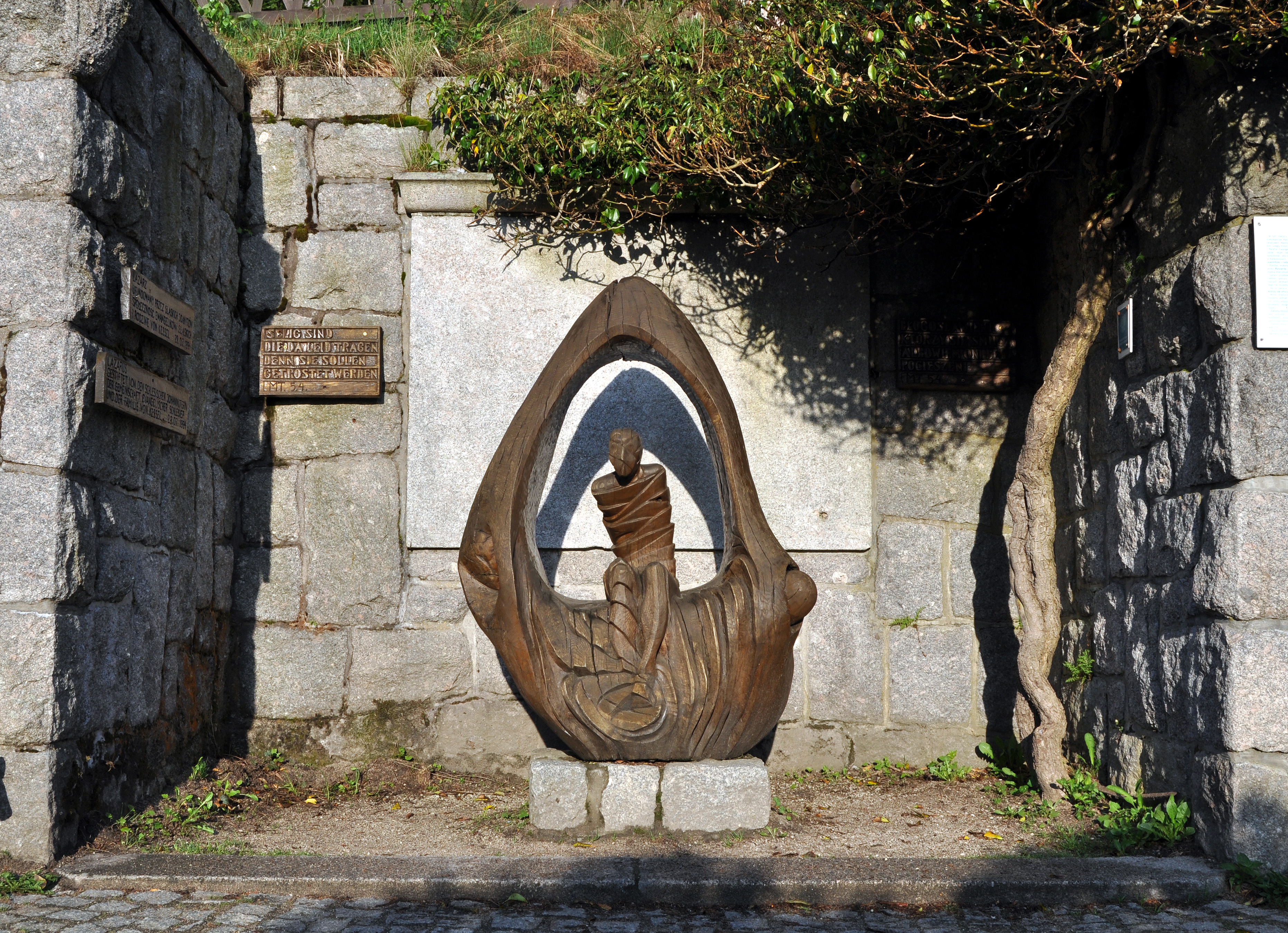
Lazarusskulptur
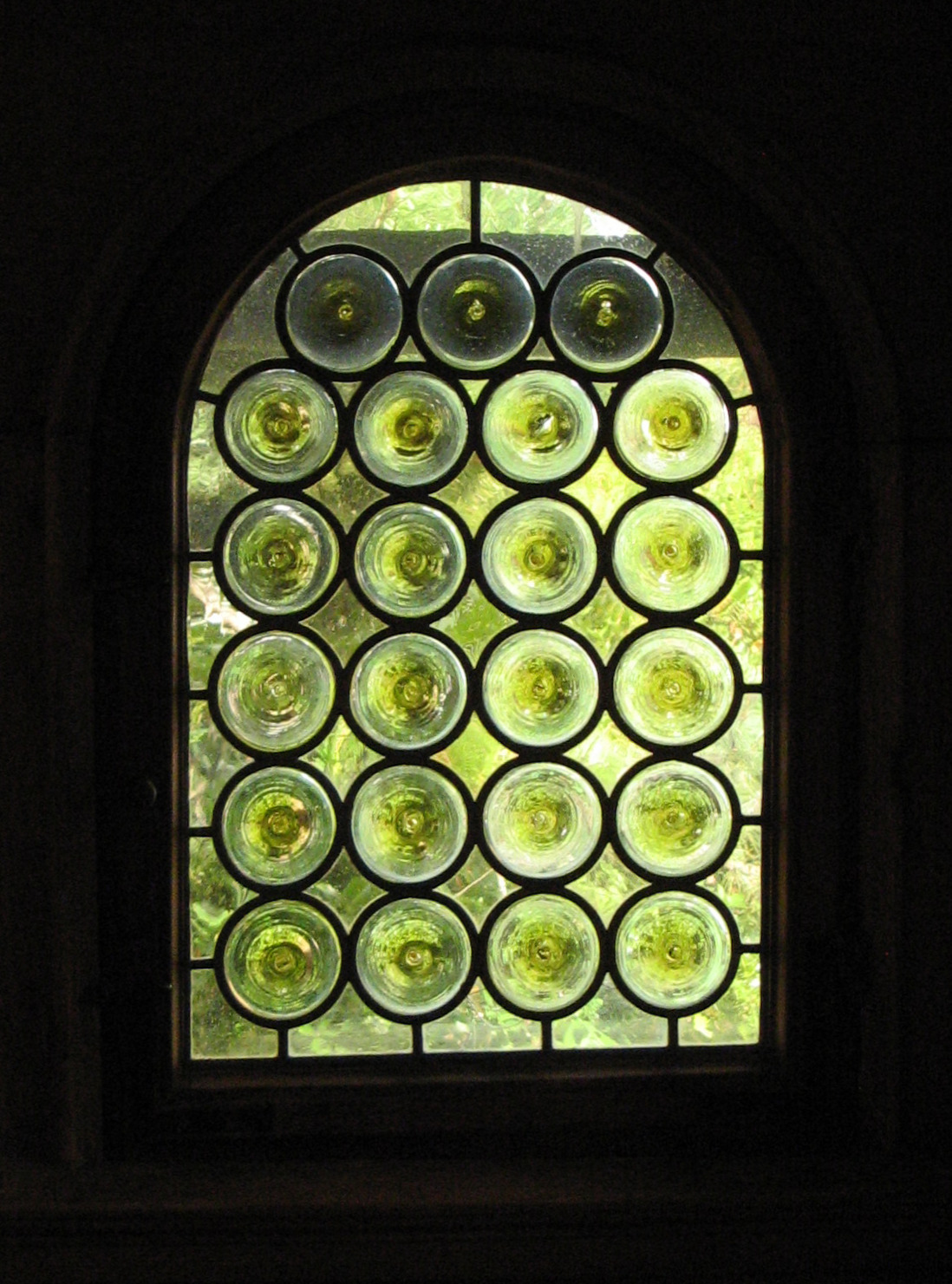
Butzenfenster von innen
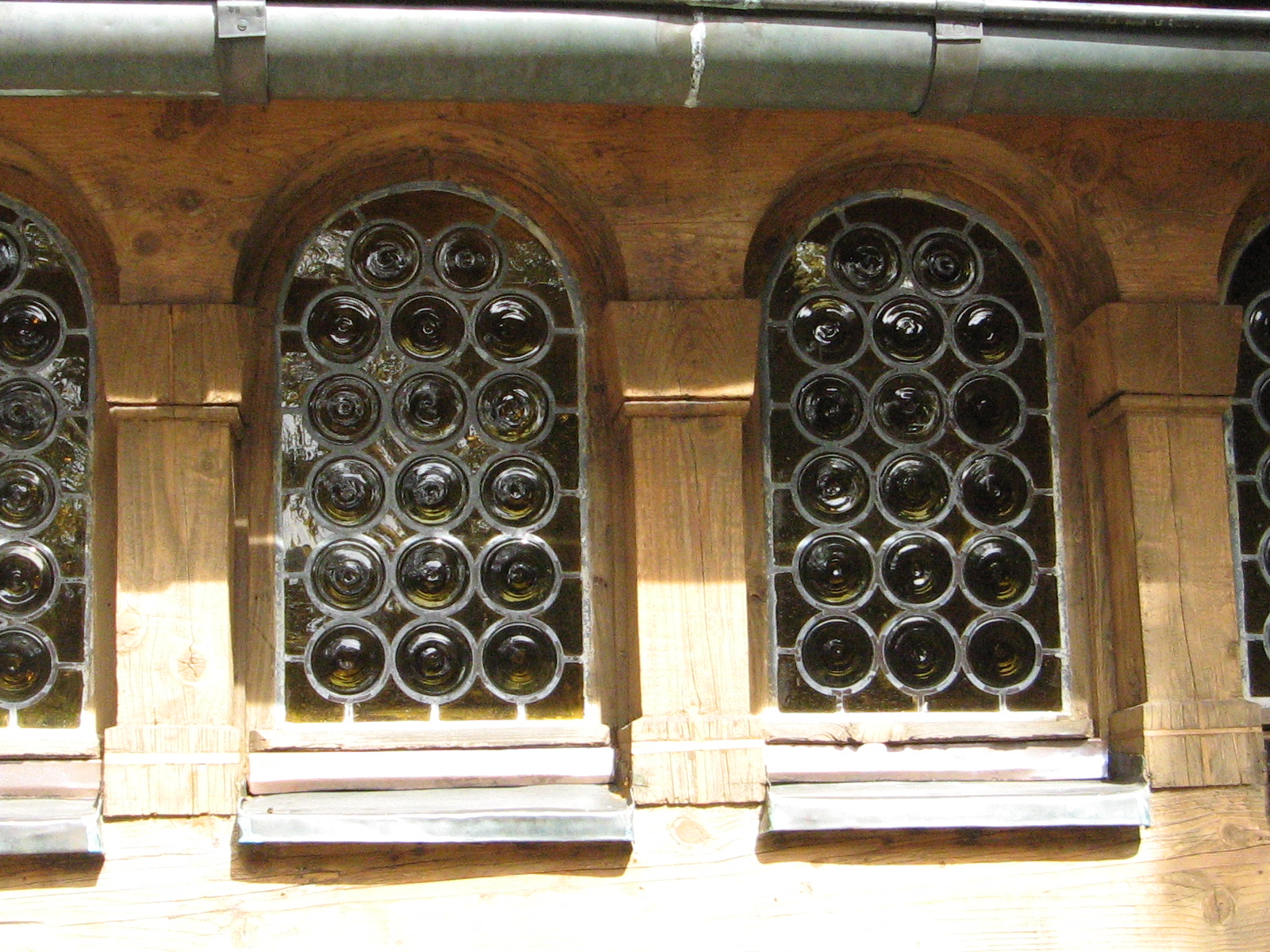
Butzenfenster von außen
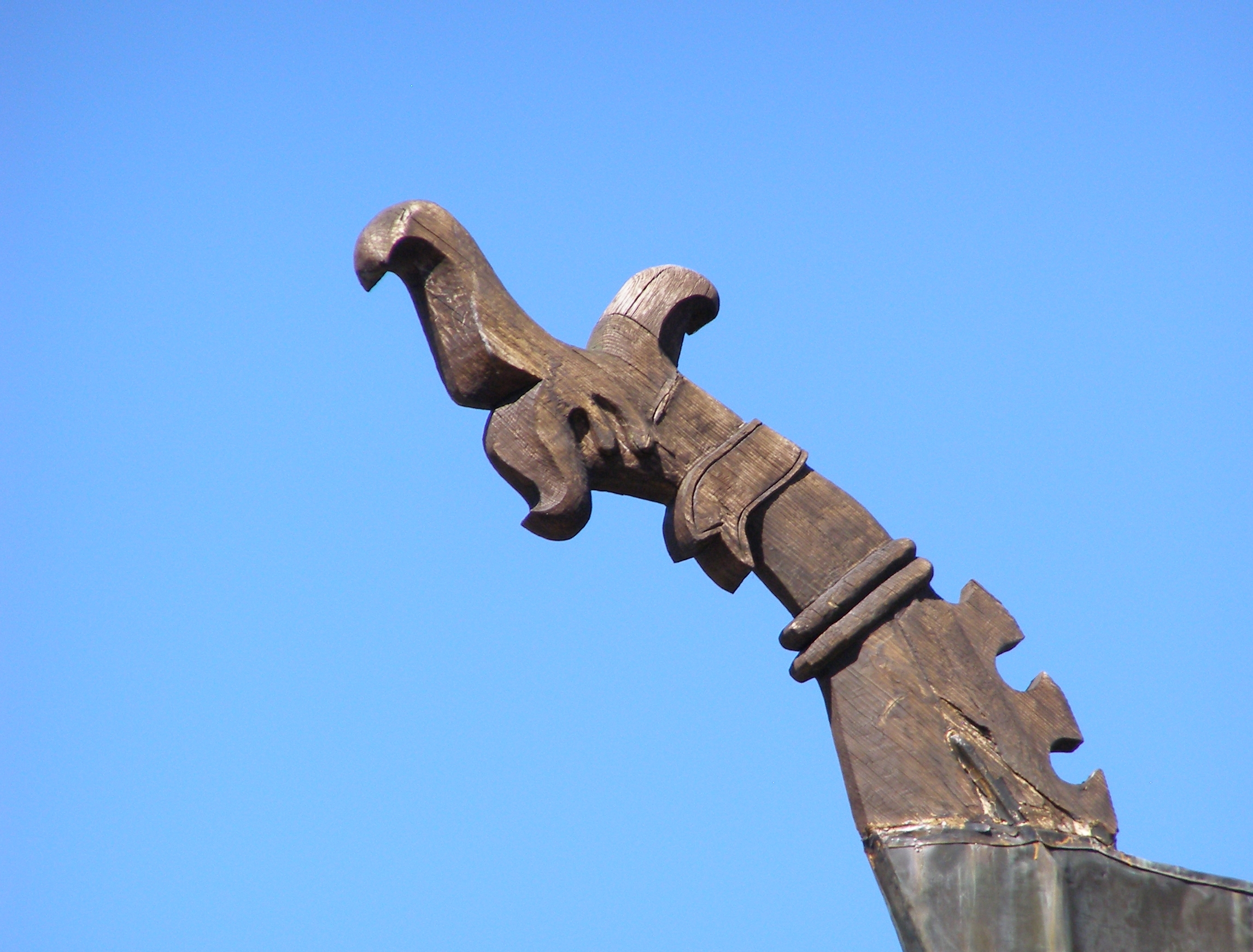
Außendetail